# Història de l'entrepà d'hamburguesa

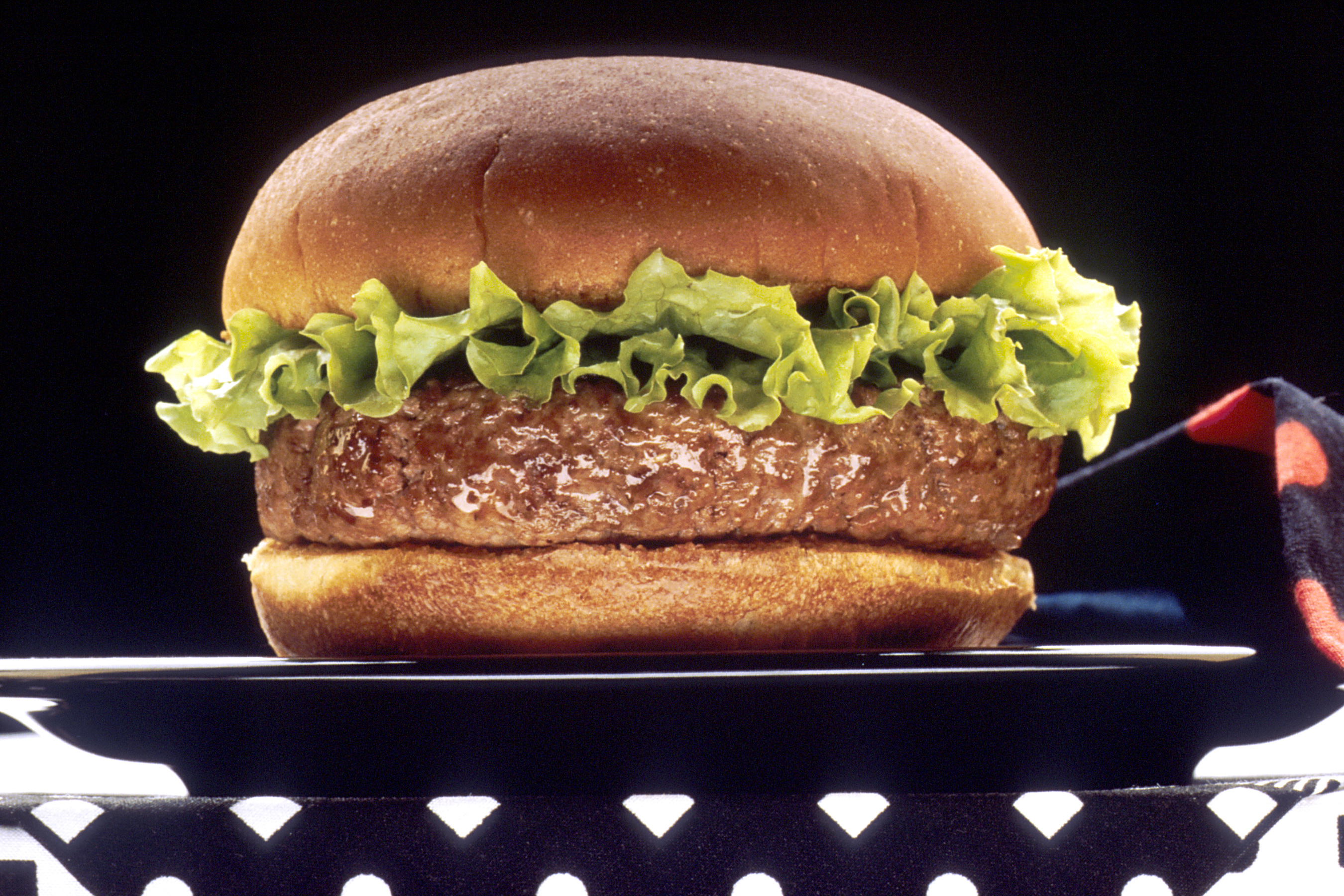
Hamburguesa de perfil mostrant els seus ingredients típics: pa, verdures i carn picada.

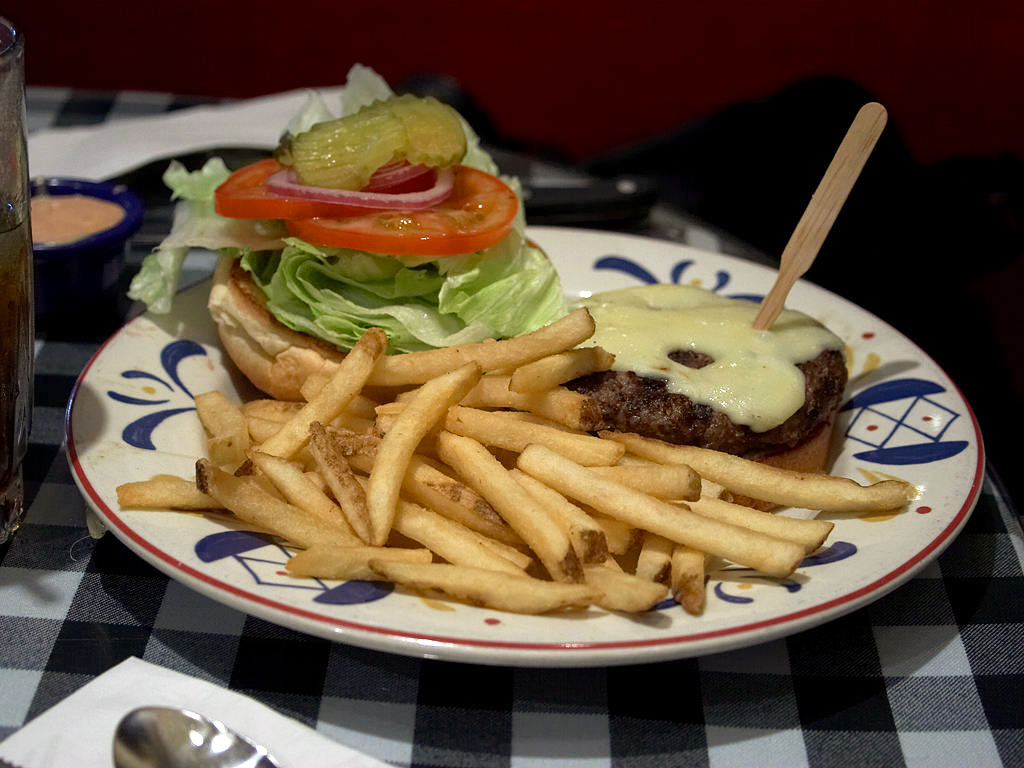
Hamburguesa oberta amb formatge fos i patates fregides servides en un American diner.

Els orígens de l'entrepà d'hamburguesa són incerts, però possiblement va ser elaborada per primera vegada en el període que va des de finals del segle xix fins a començaments del xx. L'hamburguesa moderna neix de les necessitats culinàries d'una societat que gaudeix dels beneficis d'una recent industrialització i que, a causa d'ella, viu més de pressa.
L'origen d'aquest aliment processat és poc clar principalment pel fet que són molts (tots nord-americans) qui es disputen l'honor d'haver estat el primer a posar dues llesques de pa a un filet de carn picada de boví («Hamburger steak»). Poc després de compondre l'hamburguesa amb els seus dos pans, va començar a amanir-se amb tots els seus acompanyaments característics: cebes, fulles d'enciam, llesques d'adobats, begudes, etc. Cal destacar que els ingredients bàsics emprats en la seva elaboració, és a dir, el pa i la carn de boví, es consumien per separat des de feia molt temps.
Durant el transcurs del segle xx, aquesta història va acompanyada de diverses polèmiques, com per exemple la controvèrsia nutricional de finals de la dècada de 1990. L'hamburguesa es va identificar amb un país, Estats Units, i amb un estil d'alimentació emergent: el fast food. L'hamburguesa, juntament amb el fried chicken i el pastís de poma, forma part del conjunt d'aliments icones de la gastronomia dels Estats Units.
La seva expansió a través de tots els continents palesa el procés de globalització de l'alimentació humana; cal pensar que molts altres aliments han seguit els seus passos globalitzadors: döner kebab turc, la pizza italiana, el sushi japonès, etc. L'hamburguesa s'ha propagat, potser per ser senzilla de comprendre en les diferents cultures culinàries de la Terra. Aquesta globalitat culinària s'ha produït, en part, per un nou concepte de vendre aliments processats que neix en la decàda de 1920 amb la cadena de restaurants White Castle (l'ideòleg del qual és Edgar Waldo Ingram) i que es perfecciona en la dècada de 1940 amb McDonald's (dirigida per l'executiu Ray Kroc). Aquesta expansió mundial ha proporcionat comparatives econòmiques com l'Índex Big Mac, que permet comparar el poder adquisitiu de diferents països on es ven l'hamburguesa Big Mac de la cadena de restaurants de menjar ràpid McDonald's.
L'hamburguesa és un aliment en el qual es reflecteix part de la història del segle XX i al que, per diversos motius, se li ha atribuït un cert simbolisme. L'hamburguesa ha complert en l'actualitat més d'un segle d'existència en l'alimentació humana i pot dir-se que la seva relativament curta història ha tingut més literatura que altres aliments similars i contemporanis com poden ser el dog nord-americà, el currywurst alemany, la pizza italiana, etc.

## La vella hamburguesa

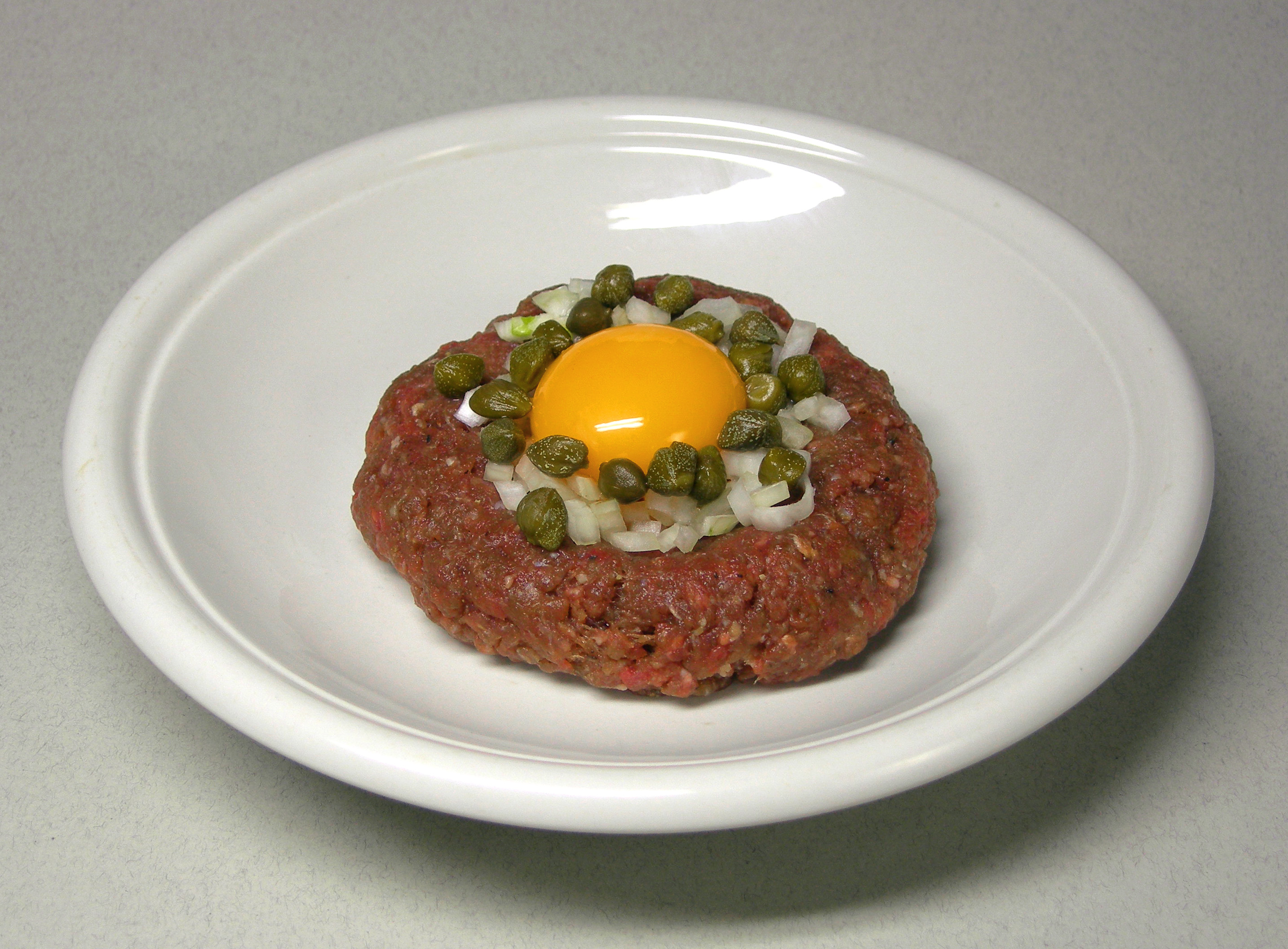
Un steak tartar mongol.

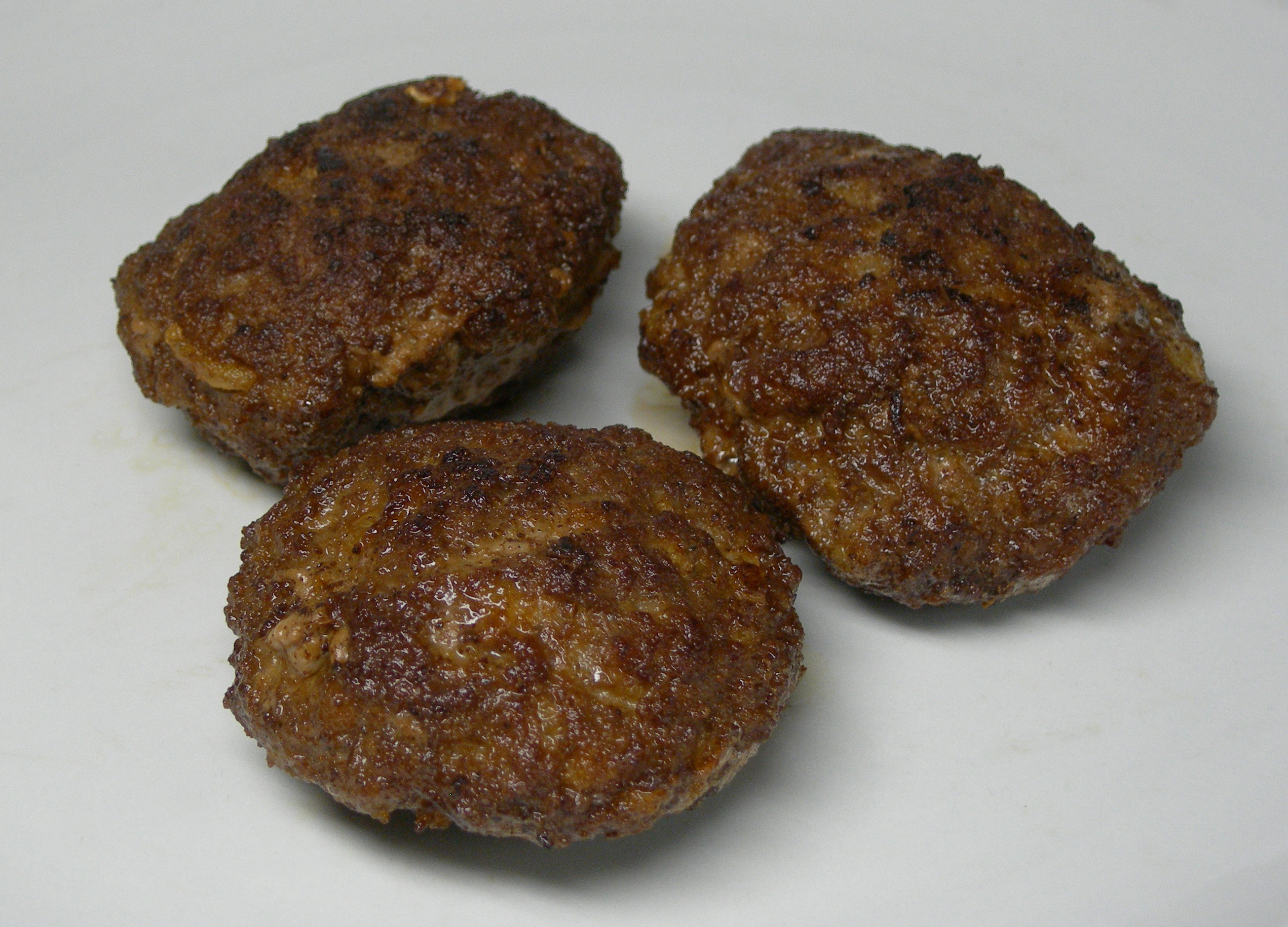
Tres Buletten alemanyes (Frikadellen, Fleischpflanzerl).

Es pot dir que abans que es produís la disputada invenció de l'hamburguesa als Estats Units, existien al continent europeu (Vell Món) aliments similars. El segle xii, els mongols, una tribu nòmada, acostumava a portar durant les seves contínues travessies el seu propi menjar, composta per diverses varietats de làctics (airag) i carn d'animals (cavall o camell). En l'època del mongol Genguis Kan (1167-1227), el seu exèrcit de genets va arribar a ocupar cap a l'Oest parteix dels territoris actuals de Rússia, Ucraïna i Kazakhstan, formant la denominada Horda d'Or, que es movia ràpid, i no sent possible de vegades detenir-se per menjar, per la qual cosa estaven obligats a haver d'alimentar-se mentre cavalcaven. Per això posaven uns trossos de carn en forma de filets sota la sella de muntar i així la carn s'esmicolava amb el constant trotar i es cuinava amb la calor animal. Es diu que aquest aliment a força de carn picada es va propagar amb els mongols per un vast territori denominat Imperi Mongol fins a la seva escissió en la dècada de 1240. Era habitual que seguissin als exèrcits agrupacions de diferents animals (ramats de cavalls, ovelles, bous, etc.) que proporcionaven la contribució proteica necessària per a la dieta dels guerrers. Marco Polo fa descripcions dels costums culinàries dels guerrers mongoles, indicant que la carn d'un poni podia donar el menjar diari a cent guerrers.
Quan el net de Genghis, Khubilai Khan (1215-1294), va envair Moscou, els genets van deixar l'empremta de la carn de cavall picada que posteriorment es va denominar steak tartar. La primera recepta en restaurants del steak tartar, és a dir amb la denominació coneguda en l'actualitat, no apareix fins a l'any 1938. Encara que sense proporcionar un nom clar, la primera descripció del steak tartar la va fer l'escriptor Jules Verne en 1875 en la seva novel·la Miquel Strogoff. Existeixen entre steak tartar i l'alemany Labskaus certes similituds, igual que amb el Mett. Altres carns picades crues com el carpaccio italià van aparèixer al segle xx; el carpaccio va ser inventat en 1930 en el Harry's Bar de Venècia. De la mateixa forma, una de les referències documentals més antigues a una «salsitxa d'Hamburg» («Hamburgh Sausage» en anglès) apareix en 1763 en el llibre de cuina titulat «Art of Cookery, Made Plain and Easy» de l'autora Hannah Glasse. La salsitxa d'Hamburg es realitza amb carn picada i una gran varietat d'espècies: nou moscada, clavell d'espècia, pebre negre, all, sal, etc. i s'aconsella que se serveixi acompanyada d'una torrada. Una àmplia varietat de plats tradicionals europeus s'elaboren amb carn picada, com el pastís de carn, el pljeskavica serbi, els kofta àrabs, les mandonguilles, etc.
Mentre la carn picada s'emprava en diverses cultures d'Europa i Àsia central, la història de l'altre ingredient de l'hamburguesa, el pa, havia transcorregut per lleres diferents. Entre les seves múltiples utilitzacions, és indubtable que tenia la de proporcionar suport a altres aliments, però la descripció d'aquest ús amb la paraula sandvitx no es fa fins al segle xviii. Malgrat les múltiples versions sobre la invenció i de ser reclamat en moltes cultures com a propi, a l'entrepà se li va atorgar aquest nom al voltant de l'any 1765 en honor d'un aristòcrata anglès anomenat John Montagu, IV Comte de Sandwich, a qui li agradava menjar d'aquesta forma per poder jugar a les cartes sense tacar-se els dits. No obstant això, no va ser fins a l'any 1840 quan la cuinera Elizabeth Leslie va descriure en el seu llibre de cuina la recepta d'un entrepà per primera vegada en la gastronomia dels Estats Units. El pa sempre havia format part de l'elaboració de tota mena de processos alimentaris, fins i tot de salses, per exemple les descrites per Carème en la seva obra compendi titulada L'art de la cuisine française au XIXe siècle.

### Hamburg i el seu port

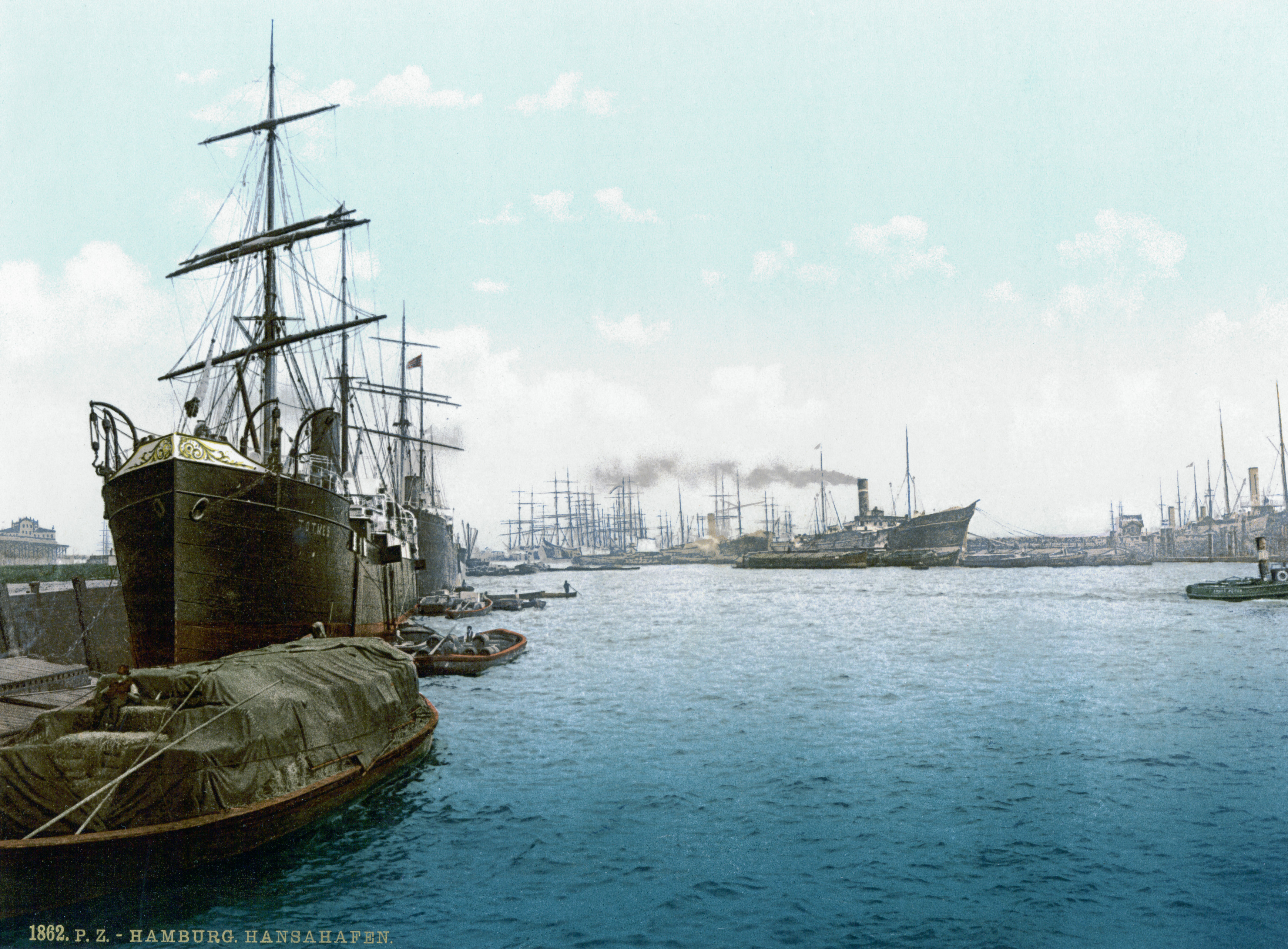
El port d'Hamburg en la dècada de 1890.

La carn picada era una delícia poc habitual en la cuina medieval. La carn mateixa era un ingredient reservat exclusivament a les classes més afavorides. El fet de picar carn amb prou feines es realitzava en les carnisseries medievals i en els llibres de receptes de l'època no apareix aquesta operació culinària si no és com a part de l'elaboració d'embotits amb l'objecte de preservar la carn. Al segle xvii els vaixells procedents de Rússia porten amb si les receptes i els costums del steak tartar al port d'Hamburg, pel que l'abundant presència allí de ciutadans russos va fer que en aquella època es denominés al port d'Hamburg (Hamburger Hafen en alemany) "el port rus". Les transaccions comercials que va dur a terme la Lliga Hanseàtica dels segles XIII a XVII van fer d'aquest port un dels més importants d'Europa i la seva transcendència comercial va ser acreixent-se a mesura que es van instaurar els viatges transatlàntics a vapor. Durant el període de la colonització europea d'Amèrica, el gran flux d'immigrants converteix a aquest port en una espècie de «pont» entre les velles receptes de cuina europees i les que en un futur s'elaboraran en els restaurants de les destinacions nord-americanes.
Durant la primera meitat del segle xix, Hamburg està establert com un dels ports més importants en la travessia transatlàntica cap a Amèrica. La majoria dels emigrants que viatjaven al Nou Món embarcaven allí. D'aquesta forma, la companyia alemanya Hamburg America Line es va convertir durant gairebé un segle en la companyia de transport de mercaderies i persones a través de l'oceà Atlàntic amb més volum de tràfic. La companyia va començar a operar en l'any 1847 i els immigrants alemanys van començar a utilitzar-la, molts d'ells fugint de la revolució de 1848. La gran majoria dels colons i immigrants procedents de diverses parts del Nord d'Europa van prendre aquest port per dirigir-se als Estats Units, introduint els seus costums culinàries al país d'acolliment.
La ciutat de Nova York era la destinació més habitual dels vaixells que viatjaven des de la ciutat hanseática. En els diversos restaurants de la Gran Poma s'oferien els filets a l'estil d'Hamburg amb l'objecte d'atreure als mariners alemanys. En els menús apareixia freqüentment steak cooked in the Hamburg style («filet americà a l'estil d'Hamburg»), o fins i tot Bifteck à Hambourgeoise. Aquesta situació va fer que, des dels Estats Units, qualsevol preparació elaborada amb carn picada evoqués en els immigrants europeus records del port i, per extensió, del món que van deixar enrere.

### Proto-hamburguesa: «Hamburg steak»
A finals del segle xix es popularitza en els menús dels restaurants del port de Nova York un plat que pot considerar-se precursor de l'hamburguesa: el «Hamburg steak». Es tracta d'una mena de filet de carn de boví picada a mà, lleugerament salat (de vegades fumat) i servit normalment cru en un plat juntament amb ceba i molla de pa. És molt possible que els immigrants alemanys portessin els seus propis costums al nou món on anaven a viure. El document més antic que fa referència a l’Hamburg steak és un menú del Restaurant Delmonico's que en 1837 oferia a la seva clientela per 10 centaus un plat d'aquest estil elaborat pel xef nord-americà Charles Ranhofer (1836-1899). Aquest preu pot considerar-se elevat per a l'època, el doble del que es pagava per un simple filet de carn de boví (beef steak). Malgrat això, el Hamburg steak va ser cobrant popularitat gràcies a la seva facilitat de preparació i al fet que el seu preu va ser disminuint a mesura que s'apropava el final del segle. Prova d'aquesta popularitat és que en alguns llibres de cuina populars en l'època esmenten la seva elaboració detalladament. Hi ha documents que evidencien que aquesta preparació càrnia es donava en l'any 1887 en alguns restaurants dels Estats Units i que també s'emprava per alimentar malalts als hospitals. En aquests documents, la carn de l'Hamburg steak s'esmenta crua o lleugerament cuinada i acompanyada d'un ou cru.
En els menús dels restaurants dels EUA de l'època es poden trobar diverses receptes; en un d'ells, per exemple, el «Hamburg Beefsteak» s'oferia al públic com desdejuni. Una variant similar del hamburg steak és el famós salisbury steak (servit generalment amb una salsa tipus gravy en textura similar a la salsa marró), inventat pel doctor James Salisbury (1823?1905); es pot dir que el terme «salisbury steak» s'empra als EUA des de l'any 1897. Avui dia, a la ciutat d'Hamburg, així com en alguns llocs del nord d'Alemanya, es denomina a aquest tipus de plat cuinat «Frikadelle», «Frikandelle» o fins i tot «Bulette», recordant molt aquest plat en l'actualitat a una mandonguilla. Un altre plat tradicional a Hamburg (així com a Slesvig-Holstein) i que podria estar emparentat amb l'hamburguesa és el tradicional Rundstück warm. Sigui com sigui, la paraula «Hamburger» és el gentilici en anglès i alemany de la ciutat d'Hamburg. Així, el terme «hamburger steak» va reemplaçar-se metonímicament per «hamburger» cap a 1930 i en anys posteriors es converteix en simplement «burger». Aquest últim terme s'usa com a sufix per crear neologismes amb els quals es denominen les diferents variants de l'hamburguesa: cheeseburger (hamburguesa de formatge), baconburger (hamburguesa amb bacon), porkburger (hamburguesa amb carn de porc), mooseburger (hamburguesa d'alci), etc. Existeixen altres aliments que al·ludeixen a topònims alemanys que sofreixen escurçaments similars en adaptar-se a l'anglès nord-americà, com ocorre amb les frankfurter, abreujades com "frank".

## La nova hamburguesa

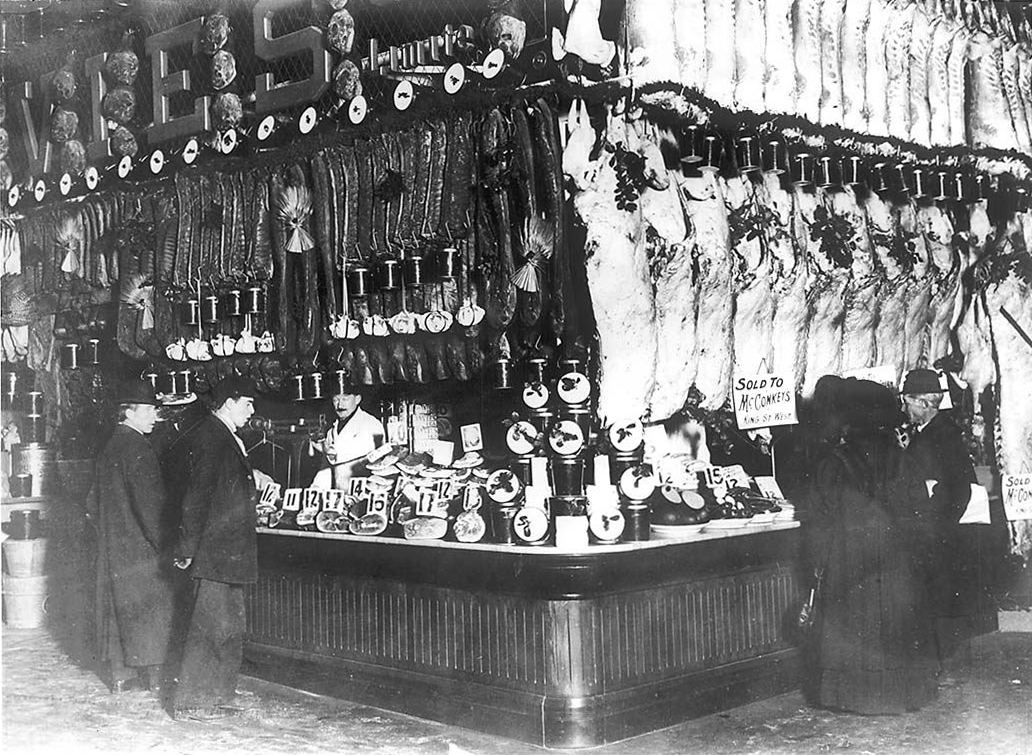
William Davies Company stall en St. Lawrence Market. Toronto, Canadà. Escenes com aquesta, mostren el mercat creixent de la carn al començament del segle XX en els Estats Units

Les receptes dels plats viatgen per l'enyorança amb els immigrants a nous països i en la seva destinació aconsegueixen altres dimensions. Alguns autors posen en dubte que la línia Hamburg America Line proporcionés aquests orígens de l'hamburguesa al «Nou Món», argumentant que la generació d'aquest aliment es va fer per les necessitats que sorgien espontàniament en els colons americans. Uns altres, per contra, recolzen aquesta tesi de la línia marítima d'Hamburg com a generadora dels primers Hamburger steaks com a enyorança d'un món gastronòmic deixat enrere al «Vell Món» d'Europa. L'hamburguesa que es coneix avui dia ha tingut molts possibles inventors entre 1885 i 1904. Es va propagar pel món gràcies al nou concepte emergent de "menjar ràpid" i al d'un nou model empresarial: El contracte de franquícia.

### Nou continent: Estats Units

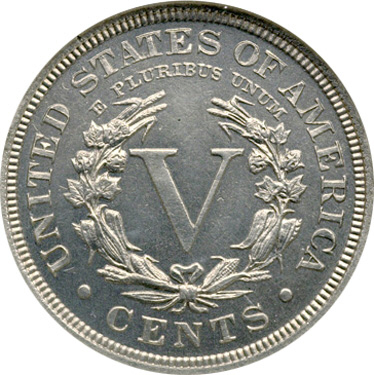
Un nickel (cinc cèntims) va ser durant diverses dècades el preu estàndard d'una hamburguesa en els Estats Units

L'avanç tècnic que va ajudar a popularitzar el Hamburg steak és l'ocupació de la mecànica per esmicolar la carn de forma industrial. La invenció de la primera màquina de picar carn es deu a l'enginyer alemany Karl Drais que en el segle xix va idear, de manera nova, una màquina amb aquesta funcionalitat. La màquina va fer possible que la carn picada estigués disponible al mercat en grans quantitats i a preus més raonables. Posteriorment, cap a 1845, als Estats Units apareixen millores en els picadores de carn. Aquestes màquines podien esmicolar la carn a grandàries inimaginables fins llavors. Abans d'aquest invent, la carn picada es realitzava de forma casolana, a mà, mitjançant l'ús de picadores especials per a tal fi, sent així possible que la quantitat de carn picada no fos molta a causa del picat manual previ al seu cuinat.
És molt probable que aquest invent hagi contribuït de manera directa a la popularització del Hamburg steak i que a poc a poc s'anessin oblidant les seves arrels alemanyes entre la població nord-americana de l'època. La carn picada s'emprava en altres aliments populars en la societat nord-americana, des de les salsitxes al pastís de carn.
Un altre desenvolupament que va facilitar la invenció i popularització de la proto-hamburguesa, és la capacitat creixent de produir carn bovina mitjançant la intensificació de la ramaderia. Cada vegada es dedicava més superfície a la ramaderia bovina a finals de segle xix, creix el nom d'ocupacions com cowboys, i aviat els Estats Units passen a ser un dels majors productors i consumidors de carn bovina del món.
En la dècada de 1880 l'abundància en la producció rural fa que sigui necessari transportar carn mitjançant el ferrocarril des de les zones agrícoles a les zones urbanes. Per a això s'idea un sistema ferroviari de transport de mercaderies refrigerades, sent un dels seus promotors l'industrial Gustavus Swift (1839-1903) que desenvolupa mètodes d'envasat de carn (com el corned beef) que van permetre apropar el consum de carn fresca a les zones urbanes i industrialitzades dels Estats Units, com la ciutat de Chicago, entre d'altres, enllaçant-la amb la costa est dels Estats Units, on es produïa la carn bovina en gran quantitat. La carn de boví era un recurs barat, a la disposició de la classe obrera i el hamburg steak estava a l'abast de la gran majoria de la població, donant lloc al fet que aquesta circumstància alguns autors la denominen jocosament el «American beef dream» (el somni americà boví). En aquesta època es fan populars els steakhouses on s'especialitza l'oferta en carn de boví en forma de filets (en algunes ocasions barrejades amb marisc en el que es denomina Surf and turf).
L'alta capacitat de producció ramadera de carn bovina i la seva alta demanda a causa del consum per la societat nord-americana, fa florir una potent indústria càrnia a la fi de segle. Aviat van sorgir problemes i corrupcions diverses entre empreses de la indústria càrnia que comprometien la sanitat i higiene de la carn. Al començament de segle, l'autor Upton Sinclair publica un «llibre denuncia», en forma de crítica vetllada, titulat La jungla («The Jungle»), en el qual narra de forma fictícia les conspiracions i corrupció de la indústria càrnia dels Estats Units. El llibre concientizó a la societat sobre la salubritat en el processament de la carn bovina i es va crear la Pure Food and Drug Act patrocinada per la FDA nord-americà. «The Jungle» marca una fita en la història posterior de l'hamburguesa, i les cadenes de restaurants van haver de demostrar la seva higiene en el cuinat de la carn, a causa de l'efecte que va fer la seva polèmica publicació en la societat nord-americana de començaments de segle xx. L'autor Arthur Kallett publica en l'any 1933 un llibre titulat: «100,000,000 guinea pigs; dangers in everyday foods, drugs, and cosmetics» (100,000,000 porcs de Guinea; perills en els aliments quotidians, medicaments i cosmètics) en el qual alerta per primera vegada del contingut conservants que posseeixen les hamburgueses.

### Els polèmics orígens

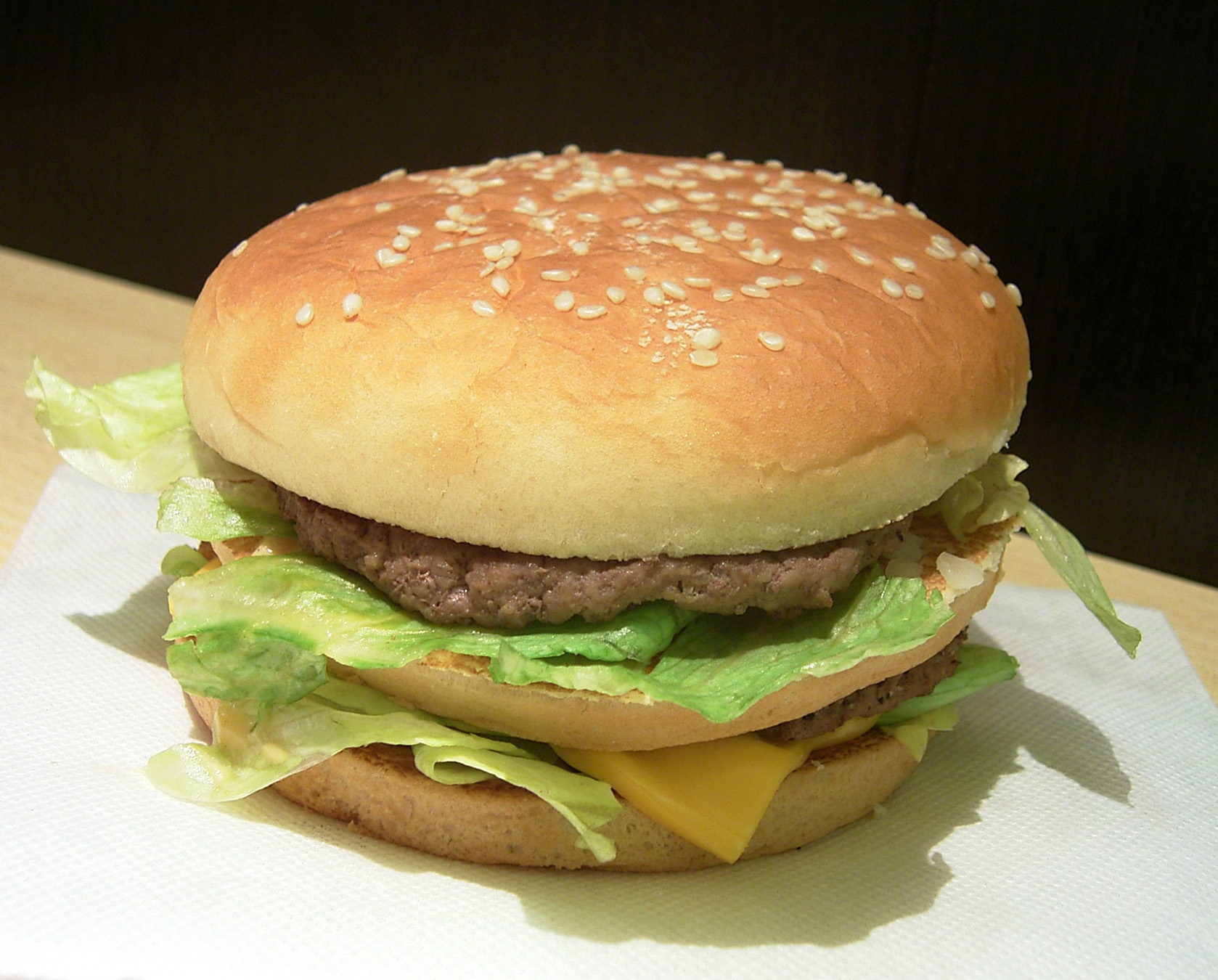
El Big Mac va suposar una evolució de la imatge actual de l'hamburguesa.

Es desconeix l'origen exacte de l'hamburguesa i potser mai s'arribi a saber amb certesa. La majoria dels historiadors ho fixen en el moment en què un cuiner va posar per primera vegada un hamburg steak entre dues rodanxes de pa. És difícil determinar qui va tenir la idea primer, a causa que no existeixen evidències escrites sobre aquest tema, sinó tan sols descripcions orals i afirmacions directes a la premsa local.
No obstant això, tots afirmen haver cuinat una hamburguesa per primera vegada en el període que va des de 1885 a 1904, la qual cosa permet fitar el moment de la seva creació en un període d'un parell de dècades. Malgrat les històries dispars sobre els seus orígens, hi ha elements en comú en la seva invenció, sent el més notable que l'hamburguesa neix com un aliment associat a esdeveniments multitudinaris com parc d'atraccions, fires, congressos, festivals, etc. Totes les hipòtesis comparteixen la presència de venedors de carrer.
Un dels possibles pares de l'hamburguesa és Charlie Nagreen (1870-1951) de Seymour, Wisconsin, que a l'edat de 15 anys venia hamburg steaks en un lloc de carrer ambulant del festival anual Outagamie County Fair. Charlie Nagreen afirmava que va començar venent hamburg steaks, però que aquests no gaudien de molt èxit a causa que la gent volia moure's pel festival lliurement, sense la necessitat d'estar en la seva stand; per això, Nagreen va decidir «aplanar» l'hamburger steak, introduir-ho entre dues llesques de pa i oferir-ho així al públic perquè es poguessin desplaçar lliurement de stand en stand menjant el seu entrepà, alguna cosa que va ser ben acceptat per la clientela. Corria l'any 1885 i a la invenció la van denominar «Hamburger Charlie». Charlie Nagreen va vendre hamburgueses en aquest festival fins que va morir en 1951. Avui dia se celebra anualment una «Burger Fest» en el seu honor a la ciutat de Seymour, Wisconsin.
Un altre dels presumptes inventors és el cuiner Fletcher Davis (denominat familiarment 'Old Dave'), qui afirmava haver tingut l'ocurrència de posar la carn picada entre pans a la fi de 1880 en Athens, Texas. Fletcher tenia un lloc de carrer juntament amb la seva dona en la St. Louis World's Fair l'Exposició Universal de Saint Louis de 1904. El periodista texà Frank X. Tolbert esmenta a un venedor anomenat Fletcher Davis que servia en una cafeteria en 115 Tyler Street a Athens, a la fi de la dècada de 1880. Els habitants de la zona asseguren que Davis va estar venent entrepans de carn picada durant aquesta època, sense haver posat una denominació clara al seu invent. Durant la dècada de 1980, la cadena de gelats Dairy Queen va filmar un documental sobre el lloc de naixement de l'hamburguesa.
En el mateix any que Charlie Nagreen afirmava haver desenvolupat el seu «Hamburger Charlie», a la ciutat d'Hamburg, Nova York, els germans Frank i Charles Menches d'Akron, Ohio, uns cuiners ambulants que circulaven per les fires de ramaderia dels voltants, afirmaven haver venut en el festival «Erie County Fair» (conegut també com a «Hamburg Fair») un entrepà de carn picada de boví. Segons ells, el nom de l'hamburguesa té el seu origen en haver-hi estat venut per primera vegada l'entrepà, afirmació molt poc documentada i fonamentada, tractant-se d'una tradició oral no eximeix de contradiccions. És famosa la seva descripció dels ingredients «secrets» empleats en les seves receptes primigènies, tals com cafè o sucre morè.
De vegades s'esmenta la versió del cuiner Otto Kuasw, que, en 1891, en un lloc del port d'Hamburg (Alemanya), va elaborar un entrepà molt popular entre els mariners que consistia en un filet d'hamburguesa de carn de boví fregit en mantega i servit amb un ou ferrat damunt, servit entre dos pans torrats. A l'entrepà ho denominaven Deutsches Beefsteak (en alemany). Molts dels mariners, procedents dels vaixells que feien la travessia des d'Hamburg, en arribar a Nova York demanaven en els restaurants un filet a l'estil d'Hamburg.
Algunes fonts assenyalen que l'hamburguesa va poder haver-se elaborat per primera vegada en Connecticut, concretament en 1895 en New Haven. Un periòdic local compte que Louis Larssen, un immigrant danès arribat a Amèrica en 1880, venia mantega i ous en un lloc ambulant en 1895. En 1974, en una entrevista al The New York Times, narra com va elaborar per primera vegada en el restaurant Louis' Lunch una hamburguesa denominada steak sandwich a partir de petites tires de carn de boví. La família de Larssen situa la data d'invenció en l'any 1900.

### Ingredients

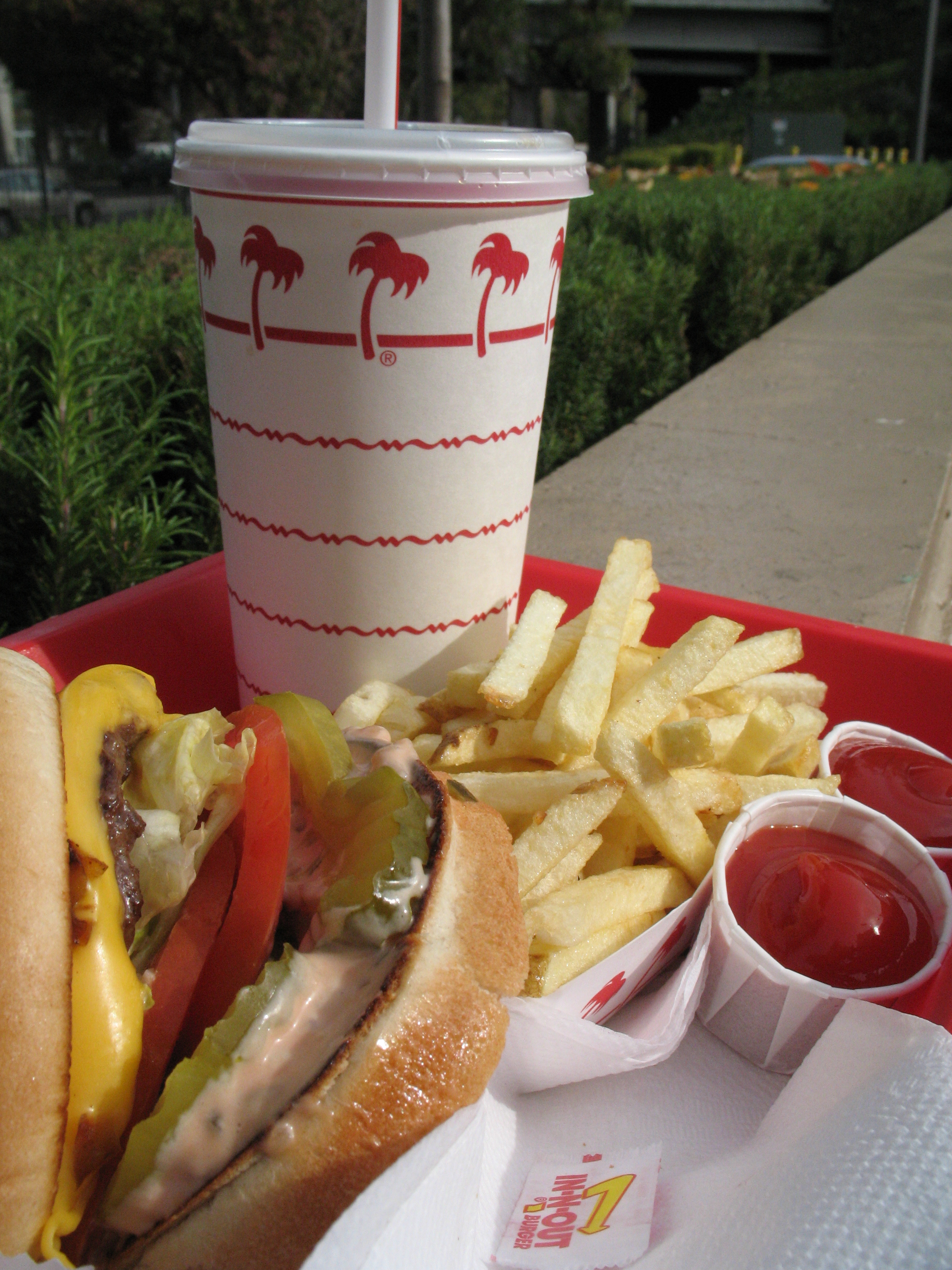
L'hamburguesa actual té uns acompanyaments habituals.

El hamburg steak, una vegada que es va incloure entre els dos pans, va començar a rebre una varietat d'ingredients diversos que s'incloïen bé en l'entrepà o li acompanyaven com a guarnició en un plat. Un dels ingredients que acompanyen a l'actual hamburguesa és el ketchup, una espècie de salsa a força de tomàquets que posseeix una barreja de sabors entre dolç/àcid i que va començar a comercialitzar-se en l'any 1869 per l'empresari i cuiner Henry John Heinz en Sharpsburg, Pennsilvània. La companyia es va denominar inicialment the Anchor Pickle and Vinegar Works (la salmorra de l'ancora i productes de vinagre) i en 1888 es proclama com F. & J. Heinz. A partir de llavors l'ús de la salsa va créixer entre els consumidors nord-americans, no sent d'estranyar que tard o d'hora acabés trobant-se amb una hamburguesa en un instant indefinit entre finals del XIX i començaments de segle xx. La mostassa és de procedència més antiga, es considera que els romans empraven una condiment elaborat amb most i llavors de raïm sense fermentar al fet que denominaven mustum ardens. Un altre ingredient incorporat a l'hamburguesa és la maionesa que segons sembla és coneguda des del segle xviii en França després de la victòria naval de Louis-François-Armand du Plessis de Richelieu en el port anglès de Maó a Menorca devers del 1756.
D'entre les verdures que acompanyen a la carn de l'hamburguesa, la primera descrita en la literatura és la ceba (generalment tallada molt fina i en cèrcols), la tradició nord-americana d'entrepans inclou gairebé sempre un component vegetal. Exemples solen ser el sandvitx BLT (enciam), alguns com el Reuben (amb sauerkraut), el coleslaw (a força de cols), així com uns altres adobats. És molt possible que després de la inclusió del hamburger steak entre dos pans, s'acabés incloent aquests ingredients vegetals de manera natural. Tots aquests condiments s'incorporen a la imatge tradicional de l'hamburguesa en el seu període daurat de la dècada de 1940. En alguns casos la guarnició li proporciona un «sabor regional» característic, com per exemple, les hamburgueses a l'estil gastronomia tex-mex servides amb una porció de xili amb carn (chili burger).
Els belgues reclamen les patates fregides com un invent originari d'aquest país. L'historiador belga Jo Gerard esmenta que les patates es fregien l'any 1680 als Països Baixos espanyols, a l'àrea de «la vall Meuse entre Dinant i Lieja, Bèlgica». Les gents humils d'aquesta regió solien preparar els seus menjars amb petites quantitats de peix fregit, però quan el riu es congelava no era possible pescar en ell, i era llavors quan tallaven trossos de patata i les fregien en greix animal. Les patates fregides s'incorporen com a aperitiu en els cafès dels Estats Units de començaments del segle xix, però no comencen a fer-se populars fins que les grans companyies de menjar ràpid les van incorporar al menú (McDonald's i Burger King) a mitjan segle xx. Un dels moments més favorables per a la seva inclusió a gran escala, va venir quan es va millorar el procés de congelació inventat per la companyia: J. R. Simplot de la ciutat d'Idaho en l'any 1953. Amb anterioritat les patates es congelaven, però perdien el seu sabor després de ser fregides i els nous processos evitaven aquesta inconveniència (gràcies a una barreja de sèu de vaca i oli de soia). Després d'aquesta millora, en l'any 1967, J.R. Simplot i el fundador de McDonald's Ray Kroc van fer possible que les patates anessin servides pelades per la companyia Simplot, a les cuines dels restaurants, directament per ser fregides. Al principi, va haver-hi un problema de seguretat en la fritada i companyies com White Castle van haver de deixar d'incloure-les en el menú durant la dècada de 1950 a causa dels problemes de seguretat que plantejava en les cuines.

## Comercialització

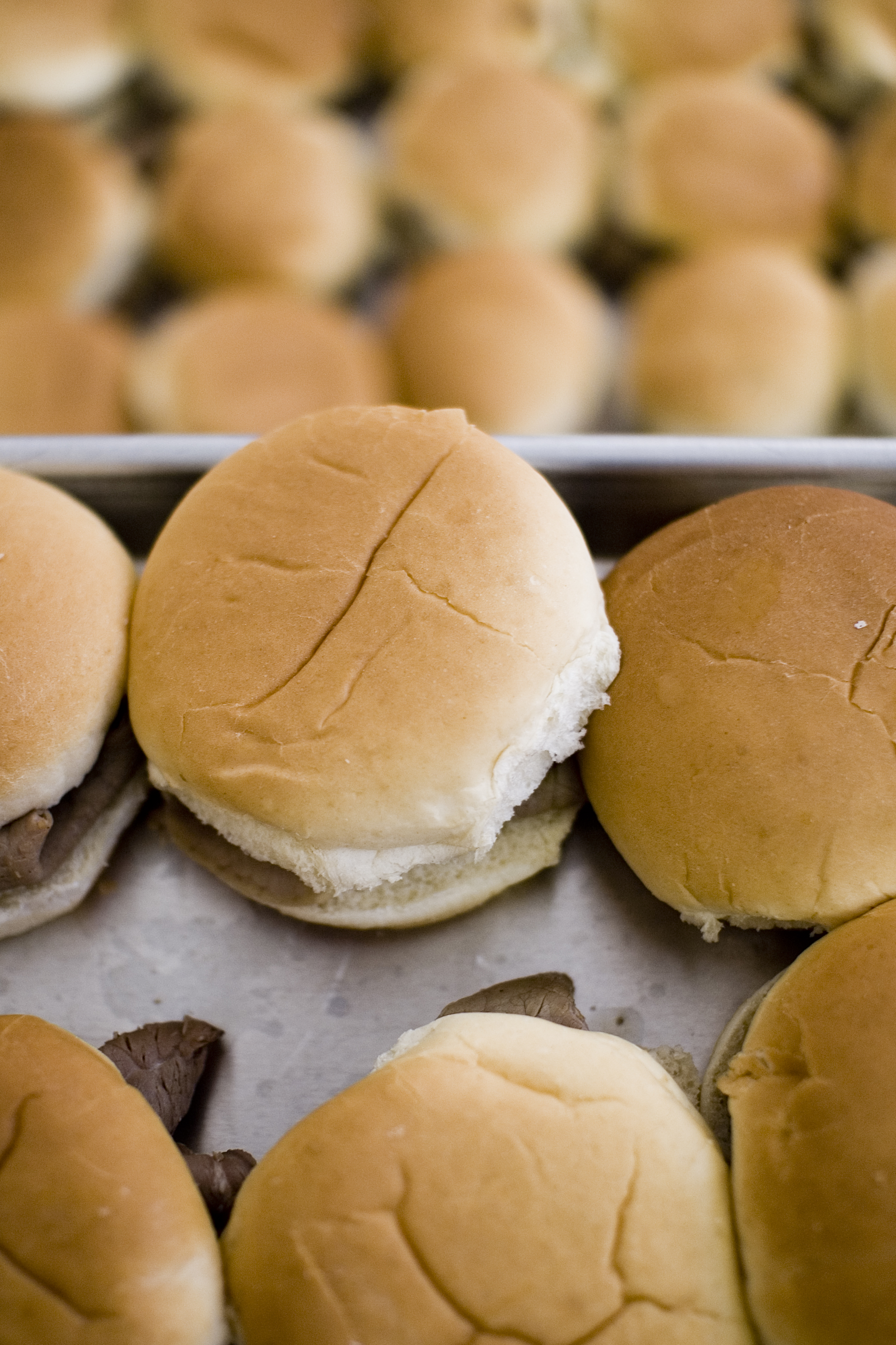
L'hamburguesa va resoldre el problema tècnic de la producció en massa d'aliments semiprocessats.

El segle XX neix amb la necessitat d'haver de proveir d'aliments a nuclis urbans, centres amb una alta capacitat productiva i una gran densitat de població. Els aliments a més devien ser assequibles econòmicament a una classe obrera que vivia majoritàriament en aquests nuclis, mantenint la mà d'obra i la producció industrial. L'hamburguesa neix en una època en la qual és necessari menjar «ràpid» i «barat». Els avanços tecnològics en el terreny de la conservació dels aliments així com les millores en el transport i la producció agrícola, van fer possible que els ingredients essencials de l'hamburguesa fossin fonamentalment artificialment «urbans», des del seu origen. L'entorn socioeconòmic nord-americà de l'hamburguesa coincideix amb el final de la Primera Guerra Mundial així com amb l'assot de la Gran Depressió de 1929. En aquest entorn era favorable per a la seva implantació l'aparició d'un aliment barat, una de les raons per les quals l'hamburguesa de cinc centaus es va fer popular. L'hamburguesa inventada en la dècada de 1910 podia ser comercialitzada a gran escala, i alguns "visionaris" es van adonar que era conceptualment fàcil posar-la en un procés de producció en sèrie.
La primera producció en cadena de cotxes va ser la realitzada per Karl Benz en 1888 en Alemanya i sota la llicència Benz. L'aparició del telèfon en massa es va realitzar al començament del segle xx, juntament amb els moderns mitjans de comunicació. Cal pensar que per a la gran majoria dels nord-americans que no havien menjat en un restaurant en la seva vida, les cadenes de menjar ràpid que apareixien a les ciutats suposaven un acostament a un món on menjar era una activitat pública. Neix el concepte greasy spoon (cullera greixosa) aplicat als llocs que serveixen menjades on la higiene es relaxa en "pro" d'un abaratiment del menjar. D'altra banda apareix un món més interconnectat, en el qual existeix una major disponibilitat de fer viatges per diversos mitjans: automòbil, autobús o tren. Tots aquests mitjans de transport van millorant i aviat resulta necessari alimentar a una creixent població «en permanent trànsit» i que circula per diverses ciutats fent negocis. George Pullman en la dècada de 1870 inventa el cotxe llit i el cotxe restaurant amb tal motiu. De la mateixa forma, l'immigrant anglès Frederick Henry Harvey és el primer a aprofitar la «dinàmica de moviment de masses» en la restauració amb l'empresa Fred Harvey Company que proveeix a la població en una cadena d'hotels situats prop d'estacions de ferrocarril i que ofereix càtering en trens, així com un servei i una alta qualitat en els aliments.
La societat nord-americana de l'època veu a més com apareixen diversos conceptes nous de menjar ràpid, procedent de diverses ètnies originàries de diferents llocs del món. Per exemple, els alemanys fan la seva aparició amb el hot dog inventat en l'any 1867 per l'immigrant Charles Feltman en el seu lloc de carrer de Coney Island (Nova York), i que té la idea d'introduir una salsitxa de Frankfurt en el forat d'un pa.
Aviat apareixen imitadors de Charles com Harry Magley Stevens que té la idea de vendre'ls en les sessions de beisbol dels New York Polo Grounds. Els immigrants italians apareixen pels carrers amb els seus carros de gelats així com els restaurants on se serveix pasta. Els immigrants xinesos que inicialment obren restaurants per atendre a la seva població, però a poc a poc va sent acceptada per la clientela nord-americana, la qual cosa acaba en una fusió de cuines sinoamericana (com el chop suey). En aquest món divers de menjars ètnics, l'hamburguesa va ser capaç de prendre els símbols apropiats i convertir-se en un aliment nacional dels Estats Units.

### El «White Castle System»

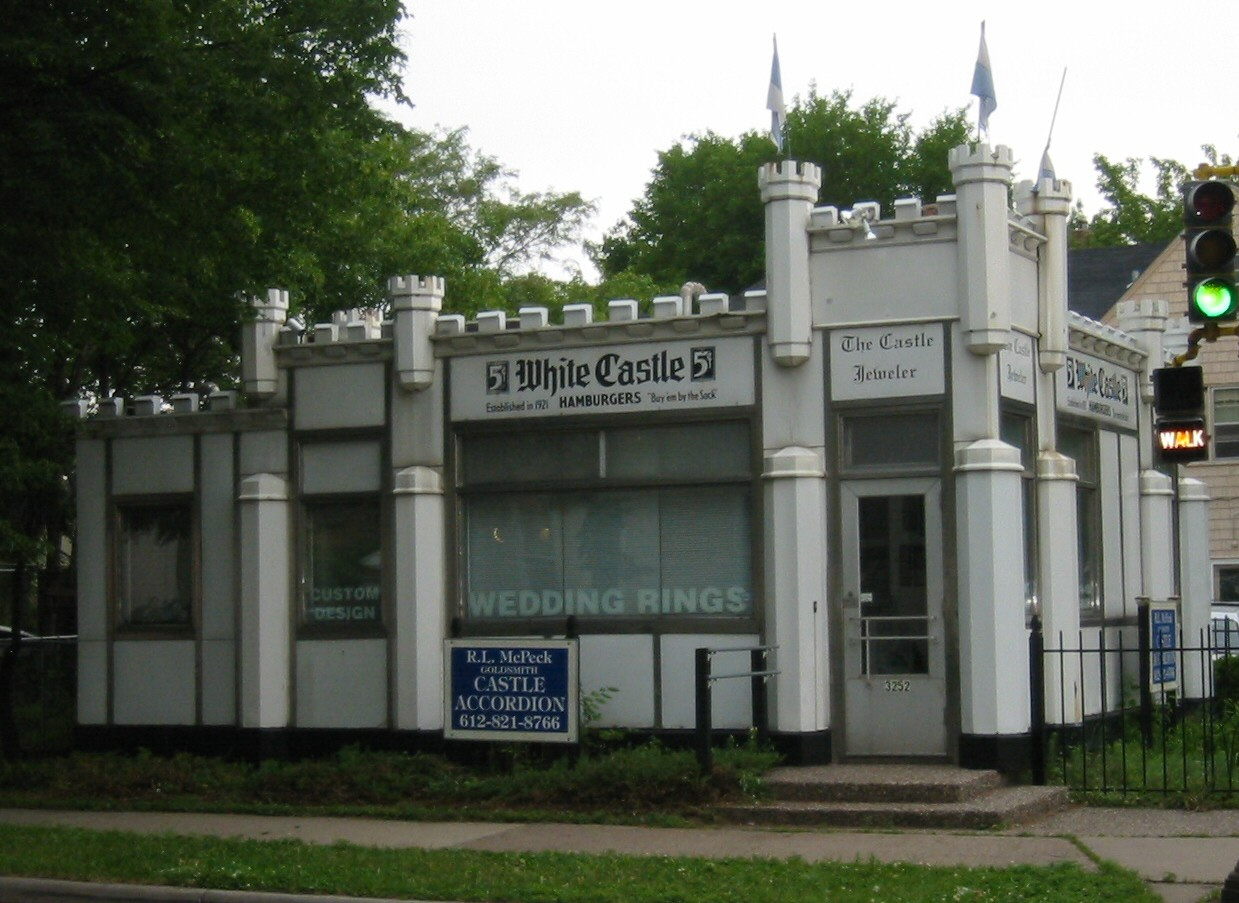
White Castle No. 8 en Minneapolis, Minnesota

El 16 de novembre de 1916 el cuiner i empresari Walter Anderson («Walt») obre un stand d'hamburgueses en Wichita (Kansas); els seus mètodes higiènics de cuinat (emprant graelles i espàtules) van impressionar als clients de Wichita, i d'aquesta forma a poc a poc s'anaven fent regulars. En aquesta època l'hamburguesa no era gaire coneguda pel gran públic dels Estats Units. Walter afegia a les seves hamburgueses cèrcols de ceba quan es feien en la graella, alguna cosa que va fer que les seves hamburgueses tinguessin un sabor característic. A causa de la demanda creixent, molt sovint li compraven les hamburgueses per dotzenes, la qual cosa va donar lloc al popular eslògan que va identificar posteriorment a la companyia: "buy'em by the sack" (compra-les a sac). Malgrat créixer durant un temps, «Walt» només posseïa quatre estands a les zones més concorregudes de la ciutat. L'any 1926 el corredor d'assegurances nord-americana Edgar Waldo «Billy» Ingram s'associa amb Walter per obrir el primer restaurant White Castle en Wichita (Kansas). El restaurant neix amb la idea de cuinar una hamburguesa ràpidament i això li dona l'honor de ser la primera cadena de restaurants de menjar ràpid.
«Billy» aviat s'adonà que la paraula «hamburguesa» assimilava en aquella època al gran públic nord-americà a les actuacions circenses, a les fires de bestiar, a un tros de carn greixós que es menjava en els baixos districtes de la ciutat. Edgar Waldo va intentar canviar des del primer moment aquest concepte i és denominat per alguns autors com el Henry Ford de l'hamburguesa (moviment denominat fordisme). Va inventar un concepte de restaurant que va llançar a l'hamburguesa a la fama, ho va denominar: «The White Castle System» (El sistema White Castle). Entre els anys 1923 i 1931, el «White Castle System» va fer que s'establissin gairebé cent restaurants en ciutats al llarg de l'Oest Mitjà dels Estats Units. Per conscienciar als seus empleats, va emetre un pamflet periòdic (una espècie de newsletter) titulat: «The hot hamburger» en el qual instigava a millorar amb creativitat la venda d'aquest aliment. La idea era molt simple: elaborar ràpid l'hamburguesa i fer possible demanar-la en qualsevol part i menjar-la en gairebé qualsevol posició. En lloc d'anar a un restaurant i esperar mitja hora a ser servits, el sistema de White Castle proporcionava en un temps raonable un menú en el qual l'hamburguesa es convertia en un ingredient central. En aquells temps l'hamburguesa se servia generalment acompanyada d'un cafè. La novel·la d'Upton Sinclair titulada La jungla («The jungle») havia provocat un escàndol sobre el processament de la carn, de tal forma que ara al gran públic se li ofereix «neteja» i claredat. La cadena de restaurants White Castle oferia neteja, regularitat i sobretot garantia que cada hamburguesa era servida per igual en cadascun dels restaurants. Aquesta era una idea nova per aquell temps que generaria un nou concepte sobre com servir aliments en un restaurant. Durant els primers anys, White Castle va posar l'accent a oferir cafè de qualitat i va fer estudis sobre la qualitat nutricional de les seves hamburgueses, pagant estudis a les Universitats.
La cadena de White Castle va fonamentar el seu triomf en el poder de la propaganda, alguna cosa que va ser original en aquella època, molt necessari per canviar la percepció negativa que tenia el consumidor mitjà nord-americà després dels escàndols sobre el processament de la carn. En 1931 és el primer restaurant a anunciar les seves hamburgueses en periòdics amb el vell eslògan d'Anderson: buy 'em by the sack. Els seus restaurants van obrir per primera vegada les finestres a l'exterior per oferir «take-away». White Castle és coneguda per ser la primera a comercialitzar hamburgueses amb forma quadrada, denominats «sliders» i s'oferien a un preu de cinc centaus fins a la dècada del 1940. White Castle va ser fundada al març de l'any 1921 en Wichita (Kansas). Billy Ingram va ser soci amb el cuiner Walter Anderson i ambdós van obrir la cadena de restaurants White Castle (castell blanc). La idea era oferir menjars a baix cost d'una forma regular i higiènica. En 1932 White Castle va incorporar la seva primera subsidiària: "Paperlynen Company", aquesta empresa va proporcionar els cartrons i paper per embolicar les hamburgueses i els capells del personal de cuina. De la mateixa forma va adquirir empreses de porcellana que s'encarregaven de construir els petits restaurants White Castle, emprant la porcellana en les façanes blanques característiques.
Walter Anderson va aportar idees molt noves que avui dia es tenen en compte, per exemple va posar en pràctica l'ocupació d'una espàtula especial per cuinar els trossos de carn a la graella i poder estrènyer-los fins a fer-los plans, ell va anar també el primer a dissenyar i fer un pa especial per a l'hamburguesa. En 1949 un empleat, Earl Howell, s'adona que una hamburguesa trencada es fa en menys temps i això dona lloc a la idea que les hamburgueses perforades poden fer-se en menys temps. En 1951 White Castle incorpora cinc perforacions en les seves hamburgueses. Abans de W. Anderson les hamburgueses es feien en una graella durant un temps indeterminat i amb boles de carn picada que es "aixafaven" finalment en unes rodanxes de pa convencional (similar a un entrepà). Les porcions de carn es congelaven, sent servides les hamburgueses mitjançant l'ocupació de carn congelada en lloc de fresca. El mètode del White Castle regularitzava els resultats, homogeneïtzava la producció i oferia higiene a la vista dels clients.
La cadena va tenir una progressió de vendes molt gran i el seu èxit va ser tal que en 1926 tenien competidors, d'aquesta forma en Milwaukee s'obrien restaurants amb una denominació similar: White Tower Hamburgers fundada per John I. Saxe (pare) i Thomas I. Saxe (fill). L'avanç de White Tower va fer que les dues companyies tinguessin diverses batalles legals en diversos estats durant els anys trenta. En 1930 White Castle posseïa prop de 116 restaurants repartits al llarg de 2.300 quilòmetres. Tots ells al territori dels Estats Units. La cadena va progressar amb una gran cadena de restaurants, però en vida de "Billy" mai es va fer franquícies i mai s'ha posat un restaurant fos del territori dels Estats Units. La carestia de carn de boví durant la Segona Guerra Mundial als EUA va fer que la cadena no progressés en vendes, aquest efecte d'integració vertical, unit a l'aparació de cadenes de menjar ràpid que entenien el negoci més com una franquícia (Integració horitzontal) va limitar la seva propagació.

### L'era McDonald's

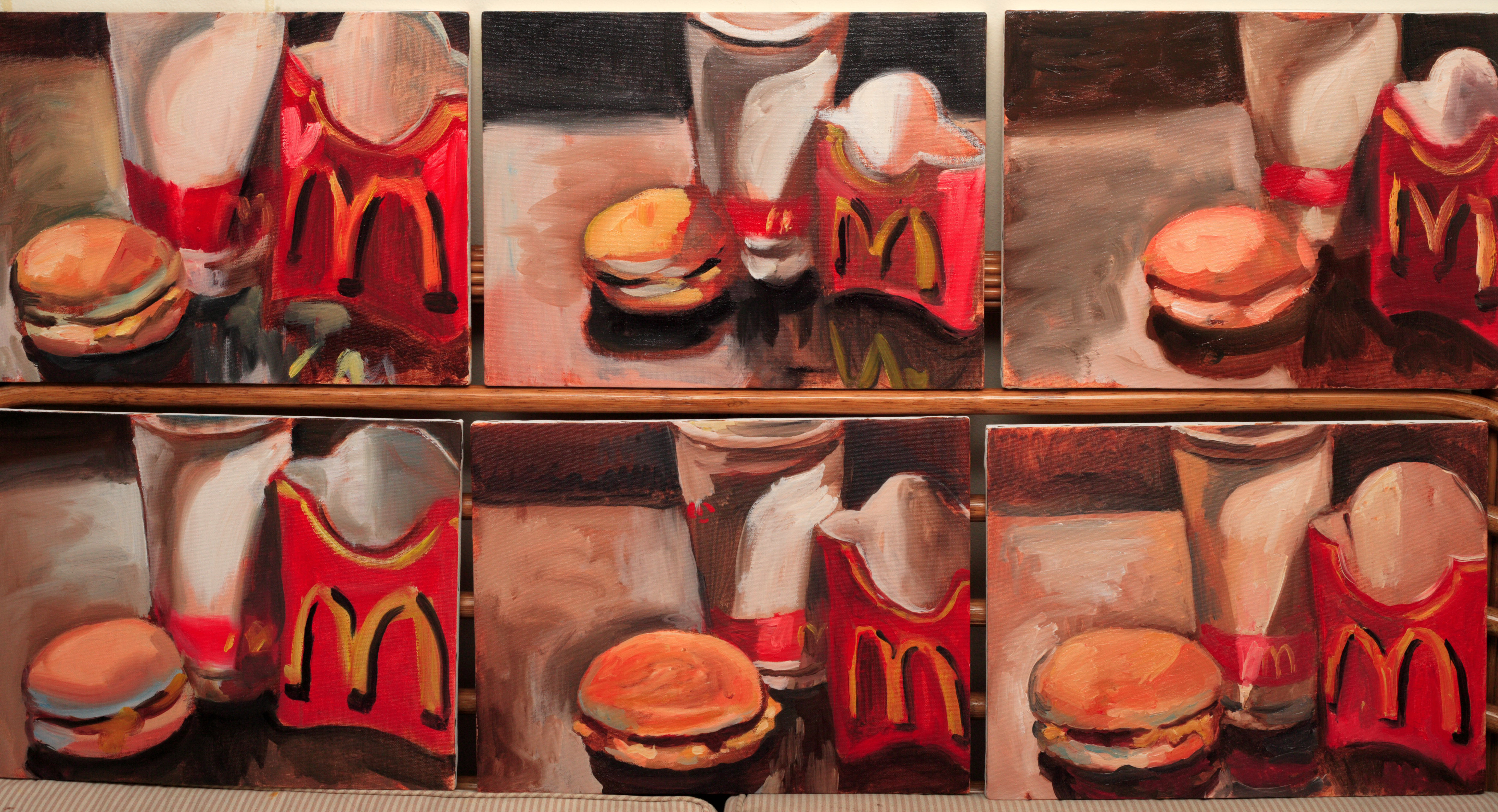
McDonald's preconitza en els anys 40 la possibilitat de provar la mateixa hamburguesa en qualsevol part dels Estats Units; en unes dècades ho fa en gran part del món.

Els germans Dick i Mac McDonald inauguren en l'any 1937 un estand de hot dogs a la ciutat nord-americana de Monròvia, Califòrnia. L'èxit de les seves vendes fa que finalment obrin en l'any 1940 un restaurant en el trajecte de la O.S. Route 66, en Sant Bernardino el 15 de maig, que denominen McDonald's. Analitzant les vendes descobreixen sorpresos que el 80% dels seus ingressos prové de la venda d'hamburgueses. La composició de menús era de 25 plats diferents, la majoria d'ells basats en productes carnis a la graella. Van introduir el concepte de menjar ràpid en 1948 en alguns Estats dels Estats Units, i des del principi estaven centrats en com fer hot dogs i hamburgueses de la forma més eficient i ràpida possible. El concepte amb el qual naixia McDonald's en la dècada de 1940 era molt simple, era necessari que l'hamburguesa pogués servir-se en un temps rècord d'uns minuts i que a més fos possible poder servir-la i menjar-la, fins i tot en el mateix automòbil; intentant, a més, elaborar un producte alimentari barat a l'abast de moltes economies. D'aquesta forma neix a mitjan segle XX el concepte de servei tipus drive-in: hamburgueses i cotxes estaven íntimament units en la dècada de 1950 per als nord-americans. No només era possible rebre una hamburguesa sense baixar-se d'un cotxe, sinó que a més no feia falta esperar per a l'obtenció del servei. Dick i Mac obren amb aquest concepte la primera cadena de McDonald's el 15 d'abril de 1955 a Des Plaines, un suburbi al nord-oest de Chicago (avui dia denominat el museu McDonald's). És de ressaltar que la mascota que apareixia en els restaurants d'aquella època, era un ninot en moviment denominat «Speedee» que va estar vigent com a element iconogràfic de la companyia fins que va ser reemplaçat pel pallasso Ronald McDonald posteriorment, en 1963.
Dick i Mac investiguen intensament els processos existents en les cuines dels seus restaurants amb l'objecte de millorar-los. Busquen amb insistència tot allò que fa més ràpid el cuinat de les hamburgueses, dissenyen i patenten graelles especials per aconseguir alts rendiments de sortida, fan que els productes de cubertería desapareguin i se serveixen tots els productes en elements d'un sol ús, elaborats de paper, amb el que disminueixen costos de rentaplats, aigua, sabó i mà d'obra. Els germans McDonald van crear un sistema detallat d'operació en la cuina, de tal forma que en qualsevol de les franquícies dels Estats Units s'operava d'igual forma, contractant-se especialment a adolescents.
Però el seu salt qualitatiu, des del punt de vista de vendes, va anar en l'any 1955 amb la primera franquícia proposta per Harry J. Sonneborn, assumida finalment per l'executiu, venedor de maquinària per a gelats, Ray Kroc que a l'edat de 52 anys pren les regnes de la companyia. Ray va ser el promotor de l'expansió de la cadena per tot el territori nord-americà i que l'elaboració de les hamburgueses s'estandarditzés definitivament. Alguns personatges entorn del cercle de Ray van ser molt productius i innovadors. És d'esmentar l'executiu i científic alimentari Herb Peterson que va inventar el McMuffin en 1972, o el famós protocol de punt de venda (may I have your order, please?). Un altre dels invents de la cadena va ser el Big Mac en 1968 per Jim Delligatti en la franquícia de Pittsburgh. L'èxit expansiu de McDonald's es deu principalment a l'ocupació del concepte franquícia, sistema que havia inventat anteriorment la companyia de màquines de cosir: Singer Corporation a la fi de segle xix. Sistema que aviat copiarien els seus competidors. Avui dia McDonald's té la seva pròpia Universitat en la qual entrena a personal de les seves franquícies: McDonald's Hamburger University situada en Elk Grove, Illinois. El seu graduat és «bachelor of hamburgerology with a minor in french fries» (Llicenciatura en hamburgeseología amb assignatures secundàries en patates fregides). L'expansió va ser a poc a poc i amb algunes dificultats fent-se a altres països, com va ocórrer en 1996 amb l'obertura d'un restaurant en Nova Delhi davant la protesta dels dirigents del país. En 1995 el país que més restaurants posseeix de la cadena McDonald's (després dels Estats Units) és Japó, seguit del Canadà i Alemanya (en total més de cent països). La companyia al llarg de la seva història ha anat captant el simbolisme de la globalització i de la cultura occidental, sent en algunes ocasions objecto d'ires i de protestes en diverses parts del món.

### Les variants

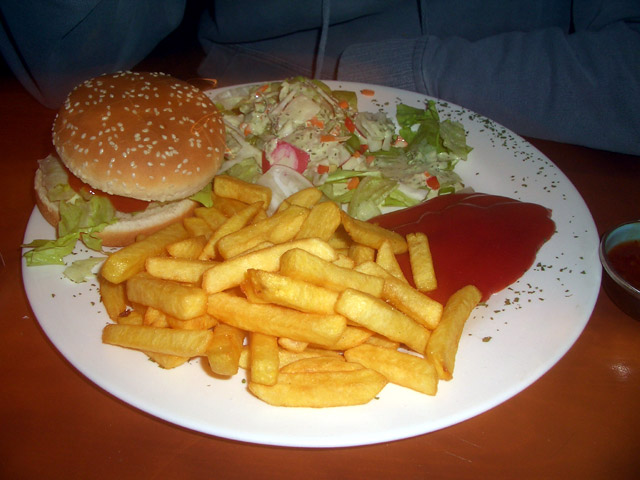
Una variant vegetariana de l'hamburguesa.

Les variants que han arribat a generar-se sobre l'hamburguesa al llarg dels temps són diverses. Algunes d'elles amb cert èxit, arribant a ser molt populars. No obstant això, aquesta diversitat ha estat en mans d'altres cadenes de restaurants que han intentat reproduir el fenomen d'èxit de McDonalds i White Castle. Tal va ser el cas de l'empresa Big Boy, que en l'any 1936 comença a operar mitjançant el cuiner Bob Wian en Glendale, Califòrnia amb un restaurant al que denomina Bob's Big Boy. Aquesta cadena protagonitza un tipus d'hamburgueses de gran grandària, que denomina en els seus menús com: double cheeseburger (hamburguesa doble amb formatge). Se sap que les Big Boys van ser les primeres a servir-se amb un pa entre dos trossos de carn picada, gràcies a la idea que va tenir Bob Wian. La cadena es va expandir al llarg dels Estats Units i el Canadà en els anys 1960. Malgrat els beneficis que proporcionava, la cadena Big Boy es va vendre en 1967 a la cadena Marriott Corporation, inclosos els drets de l'hamburguesa. Un altre cas va ser el de Kewpee Hamburgers, una cadena de menjar ràpid fundat en 1923 en Flint, Michigan per Samuel V. Blair sota la denominació "Kewpee Hotel Hamburgs"
Igual que la invenció de l'hamburguesa, és difícil saber l'instant exacte en el qual la cheeseburger apareix en escena. Són varis els cuiners que afirmen haver posat per primera vegada una rodanxa de formatge sobre la carn picada. Lionel Sternberger de Rite Espot en Pasadena, Califòrnia afirma que en el període entre 1924 i 1926 venia hamburgueses amb formatge i és per aquesta raó per la qual se li atribueix la invenció. Se sap, per la descripció d'un menú de l'època, que en 1928 el restaurant O'Dell servia als seus clients de Los Angeles hamburgueses amb rodanxes de formatge. Luis Ballast propietari del restaurant drive-in denominat Humpty Dumpty en Denver, Colorado en l'any 1935, fa un intent de fer la marca registrada de la cheeseburger denominada "yellowburger" («hamburguesa groga»). JC Reynolds, operador d'un bar del Sud de Califòrnia des de 1932 fins a 1984, popularitza el pimento burger. El formatge processat (generalment el més emprat en les cheesebuguers) va ser inventat en l'any 1911 per Walter Gerber, habitant de la ciutat de Thun en Suïssa, sent no obstant això James L. Kraft el primer a aplicar-ho com una patent nord-americana en l'any 1916. Kraft Foods va crear la primera versió comercial en rodanxes (rodanxes) de formatge processat, que es va introduir als mercats en l'any 1950.
Després de la Segona Guerra Mundial s'obre una sèrie de cadenes denominada InstaBurger King (que s'anomenaria posteriorment Burger King). El seu primer restaurant va ser inaugurat el 4 de desembre de 1954 en un suburbi de Miami, Florida per James McLamore i David Edgerton; ambdós van ser alumnes de la Cornell University School of Hotel Administration. McLamore va visitar les instal·lacions de McDonald's quan pertanyien als germans Dick & Mac McDonald a San Bernardino (ciutat de Califòrnia) i va percebre el potencial que hi havia després de l'elaboració d'hamburgueses seguint els mètodes innovadors de producció en cadena. És per això pel que va decidir crear una cadena similar pròpia. En l'any 1959, Burger King disposava de cinc tendes dins d'àrea metropolitana de Miami, la qual cosa els va impulsar a decidir-se a realitzar l'expansió per tot el territori nord-americà mitjançant un sistema de franquícia; un mètode molt innovador, per aquella època, de fer créixer un negoci amb un relatiu baix cost. Van formar "Burger King Corporation" com a empresa central i van començar a vendre franquícies al llarg de tot Estats Units. L'empresa Burger King així com la central Burger King Corporation van ser adquirides per Pillsbury Company en 1967. Durant la dècada de 1970 la companyia comença a expandir-se a altres llocs com Amèrica del Sud i Europa. El producte central de Burger King és la Whopper, creada en l'any 1957 pel fundador James McLamore i va ser posada a la venda per tan sols 37 centaus.
A la fi de la dècada de 1970 s'obre una altra cadena d'hamburgueses Wendy's: Old Fashioned Hamburgers, de vegades denominada simplement Wendy's, fundada per Dave Thomas i John T. Schuessler el 15 de novembre de 1969 a Columbus, Ohio. Aquesta cadena aviat es convertirà en la tercera companyia de distribució d'hamburgueses. La principal característica, és que ells declaren fer les hamburgueses emprant carn fresca, no congelada. Wendy va marcar una polèmica en la dècada de 1980, gràcies a un anunci en el qual un personatge veia que la seva hamburguesa tenia amb prou feines una mica de carn, fent un comentari que ha quedat avui dia en la memòria col·lectiva del llenguatge nord-americà: «Where's the beef?» (On està la carn?).

## El mite culinari

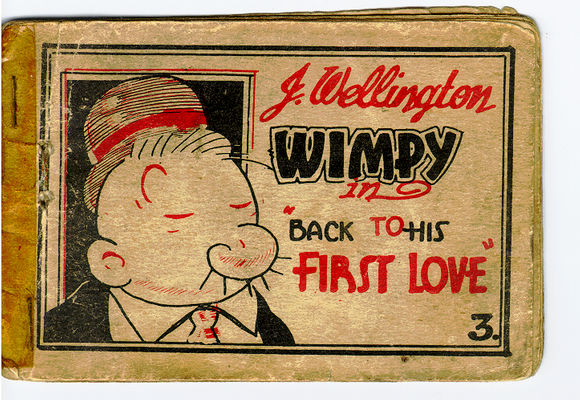
J. Wellington Wimpy (Wimpy) un dels amics de Popeye que posseeix una avidesa tremenda per les hamburgueses. Wimpy es fa amic de Popeye en una tira còmica de 1931.

L'hamburguesa es fa molt popular entre els nord-americans en el període de postguerra de la Primera Guerra Mundial, i una mostra d'això és l'aparició de personatges de còmic com pot ser Popeye el marí que ingereix espinacs per ser forta. La primera aparició de Popeye va ser el 17 de gener de 1929 com un personatge secundari de la tira còmica d'Elzie Crisler Segar denominada Thimble Theater. Entre els personatges que envolten a Popeye es troba J. Wellington Wimpy (Denominat abreviadament Wimpy) que és un amant de les hamburgueses, un personatge que apareix com educat i golut. Wimpy popularitza una frase «I'll gladly pay you tomorrow for a hamburger today» (Amb molt gust li pagaré demà, l'hamburguesa que em serveixi avui). Aquest personatge de la dècada de 1930 presenta l'hamburguesa a la joventut de l'època, com un aliment sa. Es va crear una cadena de restaurants de menjar ràpid denominat Wimpy's en el seu honor que venia hamburgueses a deu cèntims. De la mateixa forma, el personatge de ficció Jughead Jones que apareix en Archie Comics i que va ser creat en 1941, apareix també com un apassionat del menjar, especialment de les hamburgueses.
Amb la mateixa idea apareixen personatges ficticis en la cultura dels Estats Units, com pot ser Ronald McDonald, personatge amb disfressa de pallasso ideat per Willard Scott, que apareix en l'any 1963 per primera vegada en un programa de televisió. Una altra de les aparicions populars de l'hamburguesa té lloc en Zap Comix #2, un dels més famosos underground comix de finals de la dècada de 1960, en el qual el dibuixant Robert Crumb dissenya un personatge denominat «Hamburger Hi-Jinx». A finals de la dècada, el pop art inclou a l'hamburguesa com a element artístic, apareixent en obres d'Andy Warhol («Dual Hamburger») i Claes Oldenburg («Floor Burger»), Mel Ramos (en 1965 la seva «Vinaburger») i més recentment David LaChapelle (2002, «Death by Hamburger»).
Un exemple de la popularitat i identificació de l'hamburguesa amb el poble nord-americà és la Batalla d'Hamburguer Hill; ocorreguda durant la guerra de Vietnam al maig de 1969. La seva denominació està inspirada pel nom de baixes nord-americanes i vietnamites que fan que l'escenari s'assembli a una "carnisseria". Una de les inspiracions de George Lucas en La Guerra de les Galàxies és la nau del Falcó Mil·lenari, inspirada en una hamburguesa. Una altra aparició de l'hamburguesa en la cultura popular ocorre en els jocs d'ordinador. Un dels més coneguts és Burgertime, que tracta d'un joc a l'estil d'arcade creat en 1982 per l'empresa Data East Corporation. L'hamburguesa apareix en alguns monogràfics de televisió nord-americanes com American Eats i Man v. Food.
La dècada de 1960 es va produir una forta motorització de la societat nord-americana. El president Dwight Eisenhower va quedar molt impressionat per les Autobahnen alemanyes i és per aquesta raó per la qual en l'any 1956 declara la Federal Highway Act, les dues grans companyies d'automòbils acceleren el seu negoci de vendes d'automòbils. Arribat aquest moment d'ús extensiu de l'automòbil, l'hamburguesa estava aquí per ser servida en els drive-ins (de vegades per cambrers als quals es denominen: carhops). Els primers drive-in eren coneguts en els Estats Units al començament de la dècada de 1930 i a poc a poc es va anar convertint en un element freqüent dins de la geografia nord-americana. De l'avantatge que servir hamburgueses en el cotxe era una possibilitat de negoci es van adonar els executius de McDonald's, així com els d'innombrables cadenes de fast food petites. La popularitat de l'hamburguesa va créixer entre la població nord-americana i les estadístiques mostren cada nord-americà menja de mitjana 3 hamburgueses a la setmana.
Aquesta època estava marcada per la Guerra Freda, un nou concepte polític que emergeix després de la Segona guerra mundial. L'hamburguesa, d'origen nord-americà, va recollir tot el simbolisme nacional. L'aparició a mitjan dècada de 1950 en les llars dels Estats Units d'esdeveniments socials privats, que se celebraven mitjançant una graella en el pati de la casa, a l'aire lliure, eren molt comunes. En aquest tipus de celebracions socials, l'hamburguesa ocupava una posició gastronòmica-social rellevant. En aquests anys de finals de la dècada de 1960, les hamburgueses van començar a créixer de grandària, sent un dels promotors Big Boy. Burger King va llançar al mercat la Whopper i va començar a competir amb McDonald's en vendes, raó per la qual treu al mercat la quart de lliura (Quarter Pounder). La carrera de les grans cadenes de venda d'hamburgueses havia començat, i amb això l'època dels preus de pocs centaus per hamburguesa estaven en declivi.
En la dècada de 1970, les principals cadenes d'hamburgueses van començar a emprar gran quantitat de recursos en màrqueting i per a això van entrar en la batalla de màrqueting de sèries d'anuncis comparatius. A aquest succés es va denominar jocosament la «guerra de l'hamburguesa» entre els nord-americans. Les al·lusions directes, així com les comparatives entre elles eren un tòpic comú en les campanyes publicitàries. Neix a la fi de la dècada de 1980, l'era dels slogans en les grans cadenes de restaurants.

## Fenomen global

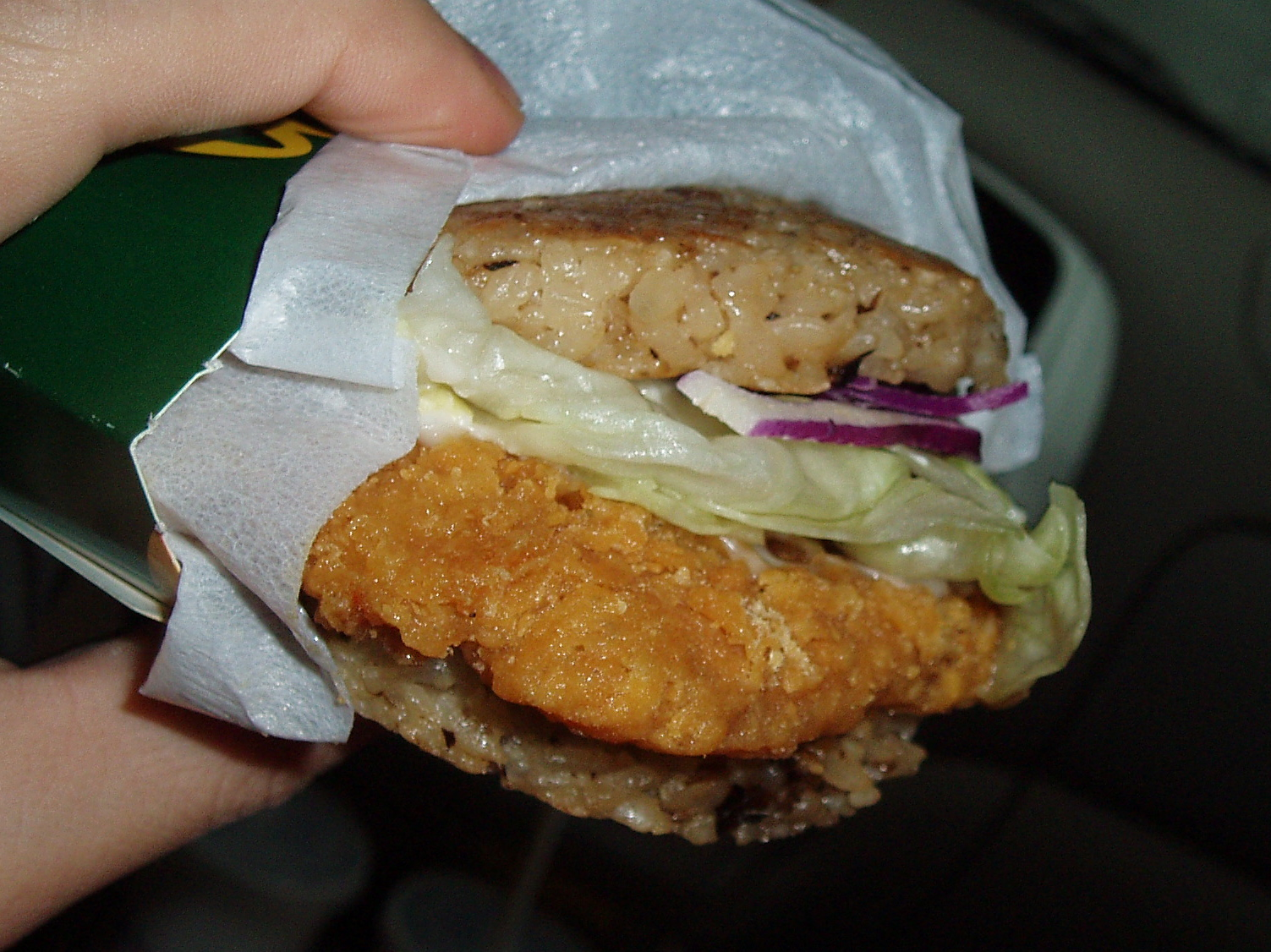
Nou continent, nous conceptes: hamburguesa vietnamita d'arròs.

L'hamburguesa, tal com es coneix avui dia, neix als Estats Units, però no és fins a intervinguts del segle xx, durant la postguerra de la Segona Guerra Mundial, quan comença a expandir-se per diversos països, globalitzant el concepte de menjar ràpid. Els màxims responsables d'aquesta progressiva implantació són les grans cadenes de restaurants. L'afany d'expandir el negoci i incrementar els ingressos exerceix de motor per anar instal·lant franquícies en diferents llocs i cultures del món, estenent el concepte de globalització a l'àmbit de l'alimentació. Una de les primeres empreses a mostrar la necessitat d'abordar la venda d'hamburgueses en nous països va ser McDonald's. El 21 d'agost de 1971, en Zaandam, prop d'Amsterdam (Països Baixos), obre la primera franquícia europea (a càrrec de l'empresa Ahold). En la dècada de 1970 la cadena comença a expandir-se per Europa i Austràlia. En Àsia (concretament Japó) sorgeix en l'any 1972 una cadena de restaurants de menjar ràpid: MOS Burger, acrònim de «Mountain Ocean Sun» ("Muntanya, Oceà, Sol") que arriba a competir amb McDonald's en vendes; els seus productes són variants de l'hamburguesa adaptades al món asiàtic: teriyaki burger, takumi burger, hamburguesa d'arròs i similars. A Hong Kong, Aji Ichiban competeix amb les grans cadenes, estenent-se aviat per tota Àsia. Una de les primeres màquines expenedores d'hamburgueses es va estrenar a Amsterdam l'any 1941, sota la marca comercial FEBUS (denominada així pel nom del seu creador: Ferdinand Bolstraat).
Al mateix temps que s'estén l'hamburguesa pel món, aquesta adquireix diverses característiques locals com la carn picada, que per exemple, empra com a font la dels animals locals (cangur en Austràlia), o acompanyaments com el chile amb carn en el menjar Tex-Mex.
L'expansió de l'hamburguesa, juntament amb l'estandardització de la seva elaboració, fa que el preu s'empri com un índex econòmic de referència dels països, és el denominat «Índex Big Mac». El sociòleg nord-americà George Ritzer encunya en 1995 el concepte de "McDonaldización" en el seu llibre «McDonaldization of Society». Amb l'Índex Bic Mac es computa quant val (en dòlars nord-americans) l'hamburguesa en els diferents llocs del món, la qual cosa permet contrastar la paritat de poder adquisitiu de l'economia de cadascun dels 120 països en els quals està present la multinacional. Paral·lelament, apareixen al món diferents concursos de menjar en els quals participen diversos contrincants de cada país; un dels més coneguts és el Krystal Square Off (en el qual es consumeixen hamburgueses procedents dels restaurants Krystal), patrocinat per l'International Federation of Competitive Eating (IFOCE) i que se celebra anualment des de 2004.

## Actualitat

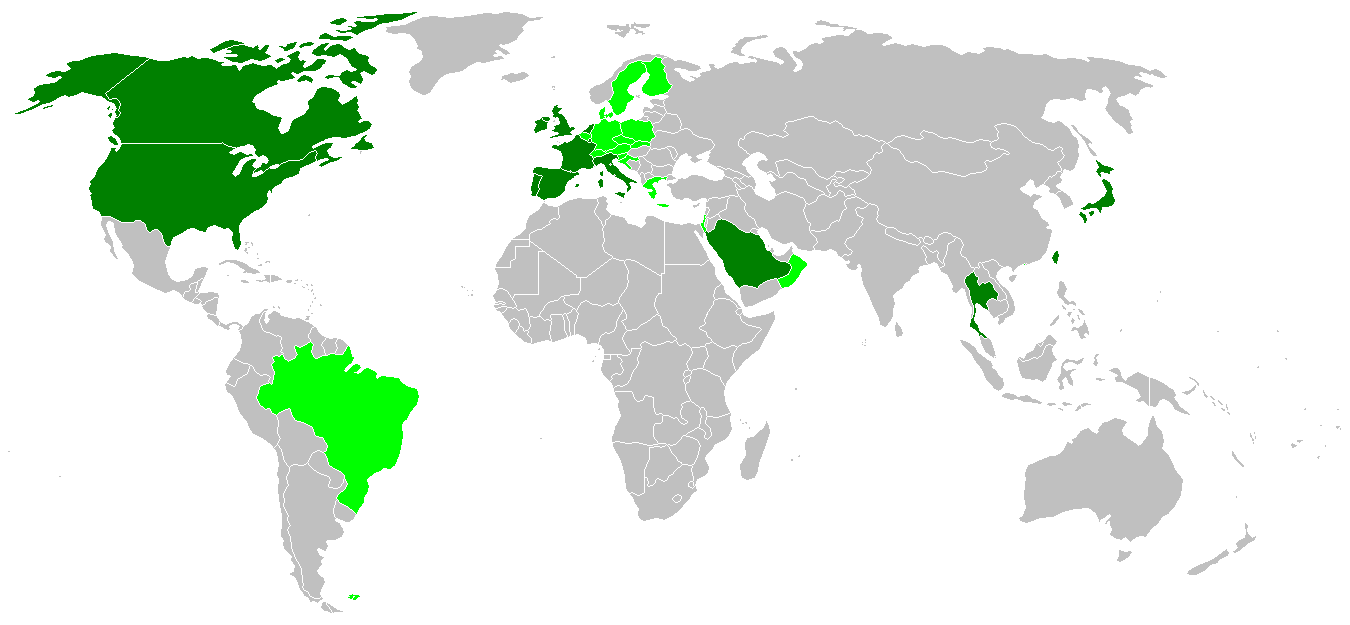
Verd fosc: regions on s'han confirmat casos humans de la ECJv; el verd clar assenyala llocs on es van registrar casos d'Encefalopatia espongiforme bovina.

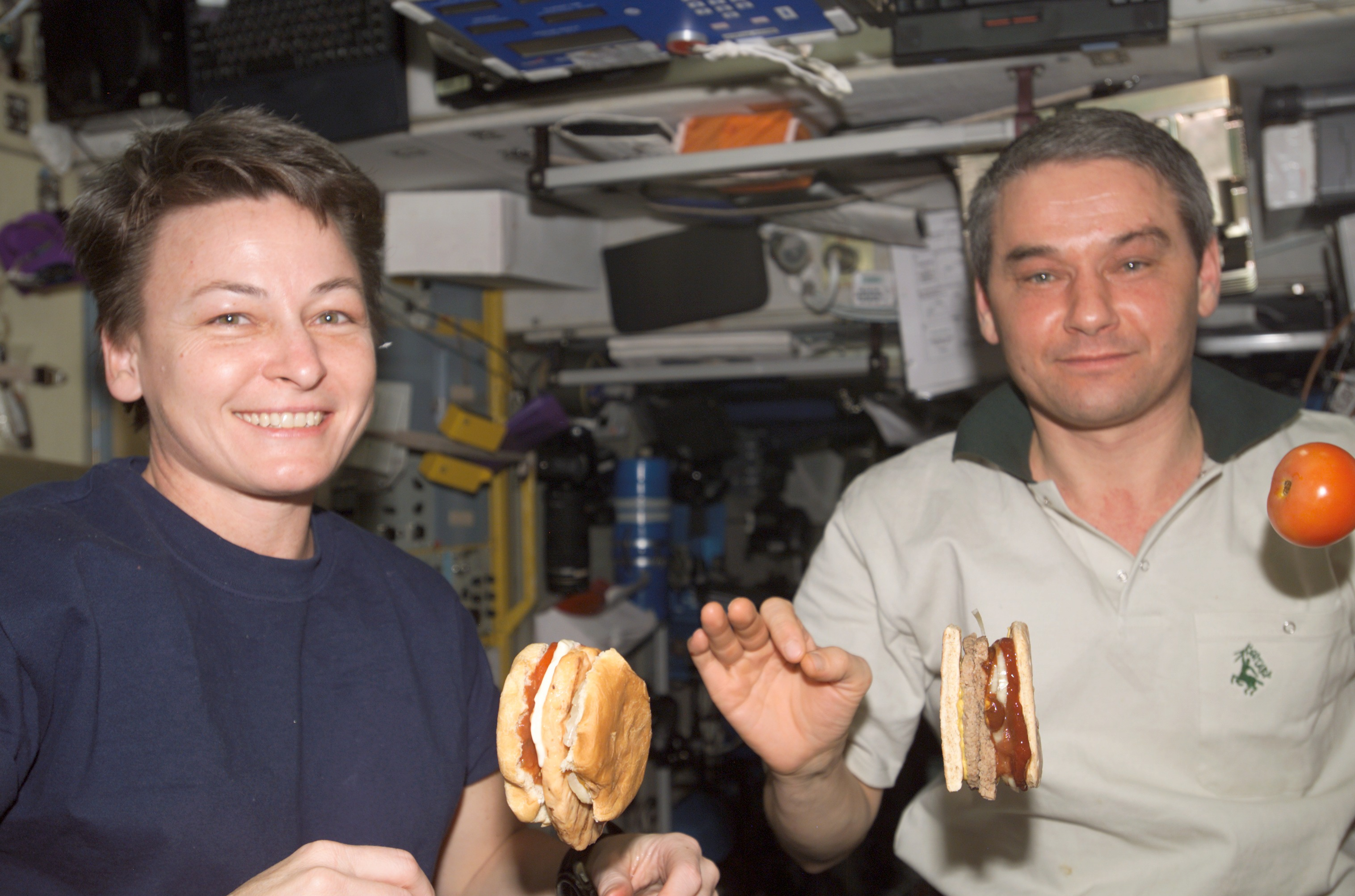
Astronautes menjant hamburgueses en l'espai. El disseny de la gastronomia espacial les va incloure en l'Estació Espacial Internacional (EEI).

Al començament del segle xxi apareix l'hamburguesa com a protagonista en alguns llibres de la literatura especialitzada de temes culinaris, un exemple és l'obra Fast food Nation: The Dark Side of the All-American Meal (2001) publicat pel periodista d'investigació Eric Schlosser, i que en ell examina la influència local i global de la indústria del menjar ràpid nord-americà. Comencen a aparèixer les denominades «Gourmet burger» que són hamburgueses elaborades amb ingredients de luxe i per cuiners de l'alta cuina. Una de les primeres va ser cuinada a la ciutat de Nova York pel cuiner Daniel Boulud al juny de 2001 i oferia una hamburguesa de 29 $ amb llom, costelles breseadas, tòfona negra en conserva i un mirepoix de verdures. En Manhattan el restaurant "Old Homestead", un dels més antics servint filets, ofereix una hamburguesa per 44 dòlars amb carn de vedella japonesa de raça wagyu. L'hamburguesa entra en l'alta cuina de mans de Richard Blais, alumne de Ferran Adrià, que introdueix en l'any 2004 en un restaurant de la ciutat d'Atlanta una hamburguesa de l'estil de les quals se serveixen en la cadena Krystal embolicades en una cinta de seda. Aquest salt de l'hamburguesa a l'alta cuina fa que llocs tradicionals comencin a servir-la. Alberto Chicote a Madrid fa variants casolanes de l'hamburguesa a la seva cuina, emprant carn de porc ibèric, ketchup i mostassa casolanes. En 1993, Max Schondor introdueix la boca burger elaborada de soia.
Als Estats Units, al començament del segle xxi, es comencen a celebrar centenaris sobre l'hamburguesa. Dos llocs en els Estats Units on es van organitzar festes amb motiu de celebrar l'origen de l'hamburguesa. Un és Athens, Texas (a causa de Fletcher Davis) que al novembre de 2006, en una resolució de l'estat de Texas, fa que s'aprovi que Athens és el "Original Home of Hamburger" (Origen de l'hamburguesa). No obstant això, a l'agost de 2007 l'estat de Wisconsin afirma el mateix de la seva localitat de Seymour, Wisconsin (Charlie Nagreen). Aquestes dues resolucions deixen repartida l'autoria de l'hamburguesa entre dues ciutats nord-americanes. Cada any se celebra un Burger Fest en Seymour el primer dissabte de cada mes d'agost.
Entrant en segle xxi, l'hamburguesa ha sofert diverses polèmiques de caràcter nutricional, en plena era en la qual la població mundial comença a sentir preocupació per l'obesitat (amb la consegüent aparició de les dietes hipocalòriques), l'aparició d'hamburgueses de gran contingut calòric (denominades popularment com a 'hamburgueses XXL') va disparar diverses alarmes en la societat. Hamburgueses com la triple Whopper, que sobrepassa les mil calories vulneren la denominada Estratègia Sanitària Contra l'Obesitat (NAOS) promoguda per instituts sanitaris com la AESAN, que lluita per prevenir el creixement de la incidència de la malaltia de l'obesitat en la població, especialment l'obesitat infantil. Els dietistes comencen a veure que el consum d'aliments amb forta densitat de calories pot provocar un apetit desmesurat. Aquest tipus de missatges ha fet que les cadenes de restaurants hagin reduït les calories en les seves hamburgueses des de començaments de segle XXI. A la fi de segle XX cap destacar l'acció judicial denominada el cas McDonald's Restaurants contra Morris i Steel col·loquialment denominat el Cas McLibel (Cas McDifamació), relatiu a un libel publicat per dos activistes ecologistes: Helen Steel i David Morris titulat: What's wrong with McDonald's?: Everything they don't want you to know" (Què està malament a McDonald's?: Tot el que ells no volen que sàpigues). Posteriorment es va elaborar un documental denominat: McLibel.
Una de les principals crisis sofertes va ocórrer amb l'aparició de l'Encefalopatia espongiforme bovina, (el mal de les «Vaques boges»), i la seva variant la malaltia de Creutzfeldt-Jakob, que va fer que el consum de carn de boví descendís a la fi del segle XX i amb això les vendes d'hamburgueses, així com les de qualsevol altre producte carni derivat. Les cadenes principals de venda de menjar ràpid van haver de sortir als mitjans per aclarir les queixes de consumidors i la preocupació de la població. Es va començar a diversificar els menús en els restaurants i van aparèixer elements «no carnis». Es va fer un esforç per presentar la "clàssica hamburguesa" elaborada amb carn de pollastre, peix i fins i tot l'hamburguesa vegetariana (similar al vada pav indi). Productes que es van assajar en la dècada de 1970 amb molt poc èxit en les grans cadenes de distribució d'hamburgueses, ara es llancen amb la intenció de poder diversificar els menús.
Al començament del segle XXI es roda la pel·lícula documental relacionada amb el consum obsessiu-compulsiu d'hamburgueses d'alguns nord-americans, el llargmetratge es denomina: Super Size Em, dirigida i protagonitzada per Morgan Spurlock (2004), en la qual una persona decideix alimentar-se únicament de menjar dels restaurants McDonald's durant un mes sencer. En el mateix any s'estrena la pel·lícula Harold & Kumar Go to White Castle ambientada a l'entorn dels restaurants White Castle. Posteriorment en el 2006, Fast food Nation reflecteix en un món de ficció, les intrigues i maquinacions de la indústria càrnia a la frontera entre Estats Units i Mèxic, estant l'obra basada en el llibre que va aparèixer en 2001 Fast food Nation: The Dark Side of the All-American Meal. L'hamburguesa entra en aquest segle amb grans reptes en una societat dividida entre la preocupació pel que menja i l'obesitat epidèmica al mateix temps que un progressiu increment en la ingesta de calories.
L'hamburguesa és commemorada mundialment el 28 de maig, que és el Dia Internacional de l'Hamburguesa.